# Museo de Israel
Fundado en Jerusalén, Estado de Israel, en 1965, el Museo de Israel se encuentra ubicado cerca del museo Tierras de la Biblia, la Knéset y el Campus Nacional de Arqueología de Israel. 
Ha logrado un elevado nivel en la clasificación museológica internacional en su relativamente corta vida. Posee colecciones que van desde arqueología prehistórica hasta arte contemporáneo, pasando por importantes colecciones de judaica y pintura impresionista, también un dinámico calendario de exhibiciones temporales, publicaciones y actividades educativas. Es la institución líder de Israel en el campo cultural y es uno de los museos enciclopédicos más grandes del mundo.
En el edificio conocido como el «Santuario del Libro» de este museo se preserva gran parte de los Manuscritos del Mar Muerto.

## Visión local y universal
El Museo da especial énfasis a la historia de Israel, reúne y exhibe arte y arqueología de procedencia local, pero también posee y muestra obras de arte de diferentes culturas del mundo. Si bien existe, por definición, un particular interés por todas aquellas colecciones de Judaica, incluyendo obras de arte de autores israelíes famosos y que proceden de las diferentes culturas judías (Soutine, Chagall, Man Ray, Lucian Freud y demás), junto con ello se da un interés no menor por el arte universal. 
El Museo de Israel atesora también obras y objetos de arte que fueron realizados por autores no judíos y que tratan temáticas bíblicas o relacionadas con la vida judía a través de los tiempos. Entre ellos el Museo posee una obra juvenil de Nicolas Poussin largamente dada por perdida y titulada La destrucción del Templo de Jerusalén, así como la matriz de cobre original realizada y empleada por Rembrandt para ejecutar un famoso grabado suyo, El rey David en oración (1652).
Por otra parte, el Museo de Israel incluye valiosos artefactos arqueológicos y obras de arte que pertenecen a la cultura universal (y no necesariamente tienen que ver con el judaísmo o con Israel). Entre ellos se destacan objetos del antiguo Egipto y Mesopotamia, esculturas clásicas, textiles de Marruecos y Afganistán, y obras de arte occidental de maestros tales como Rubens, Goya, José de Ribera, Monet, Van Gogh, Gauguin, Picasso, Paul Klee, Marcel Duchamp, James Ensor, Magritte, Andy Warhol, Fernando Botero y Francis Bacon.

### Pabellones
En el Pabellón Weisbord, frente a la entrada, se encuentra una pequeña colección de Rodin, así como exposiciones de artistas contemporáneos. En el Pabellón Walter y Charlotte Floersheimer de Arte del Impresionismo, se exhiben pinturas de Corot, Degas, Gauguin, Matisse, Monet o Renoir.

## Modelo del Segundo Templo

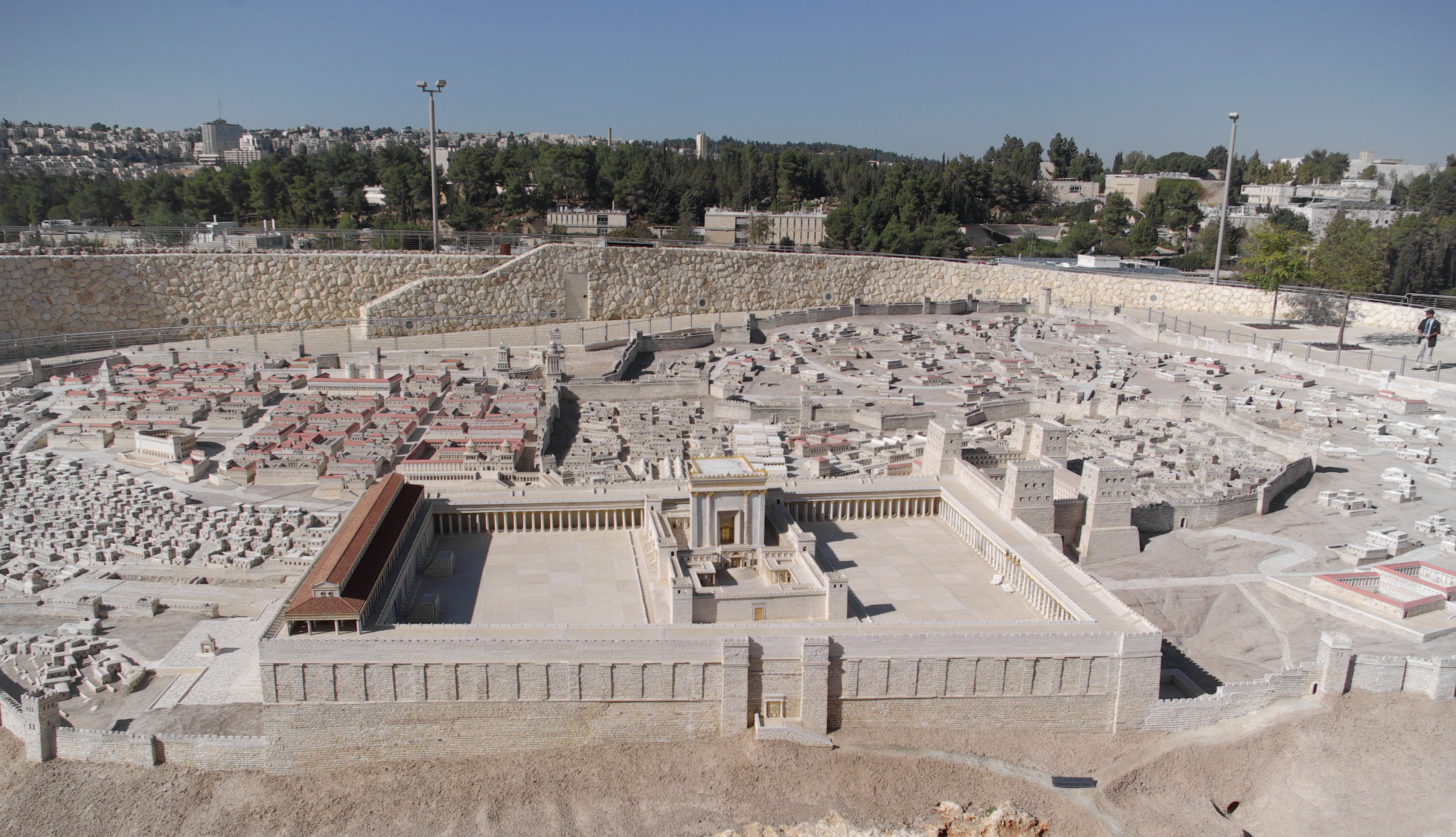
Museo de Israel

El Museo de Israel posee un modelo del segundo Templo de Jerusalén. El modelo reconstruye la topografía y carácter arquitectónico de la ciudad, tal como era en 66 d. C., año en el que estalló la Gran Revuelta de los judíos contra los romanos. Originalmente construida en los terrenos del Hotel Tierra Santa (Jerusalén), la maqueta ha sido incorporada en el conjunto museológico de 81,000 metros cuadrados. Se encuentra en las cercanías del Santuario del Libro, que también forma parte del Museo de Israel y alberga los Rollos del Mar Muerto.

## Galería

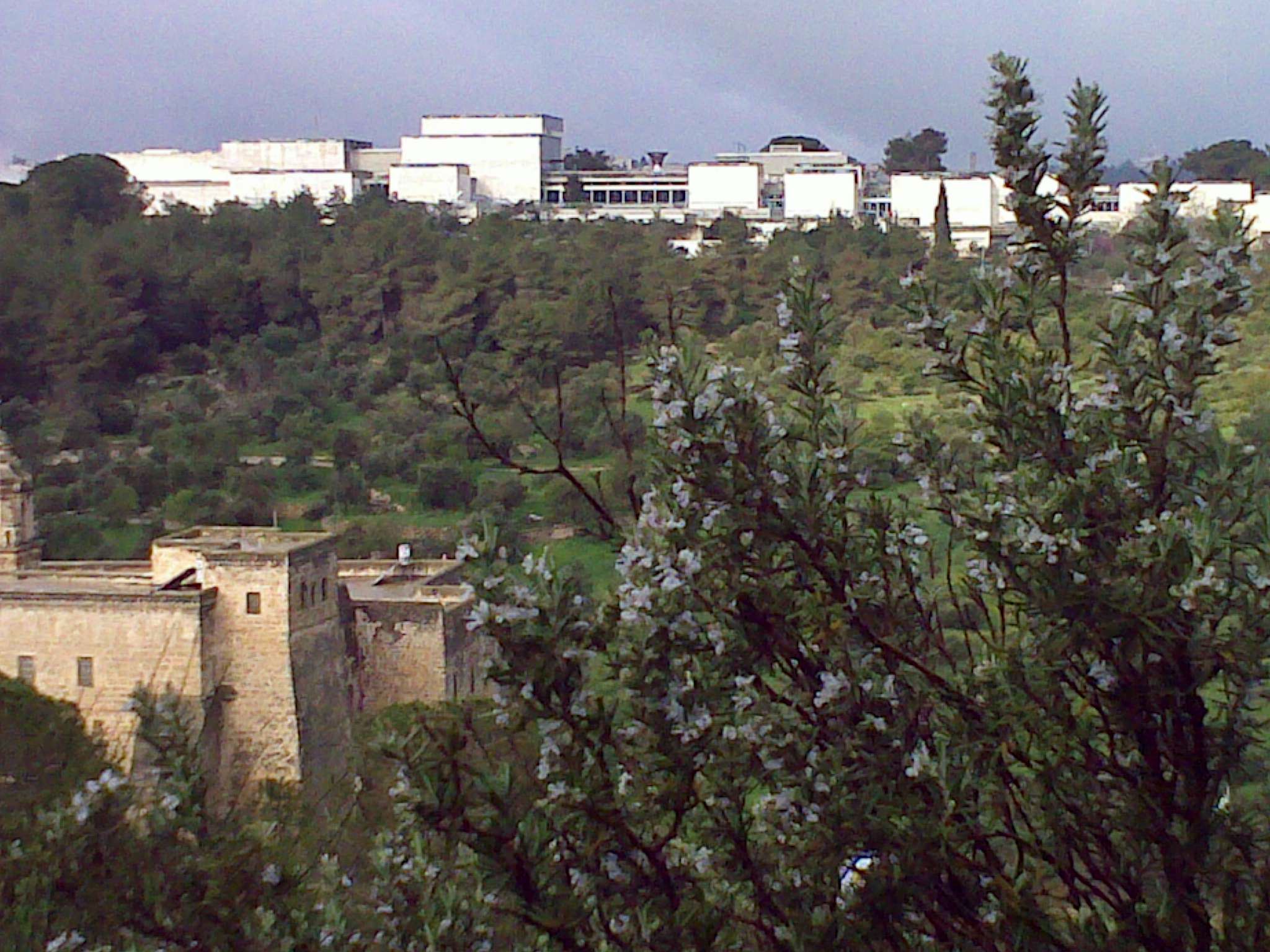
El Museo de Israel, visto desde el Monasterio del Valle de la Cruz
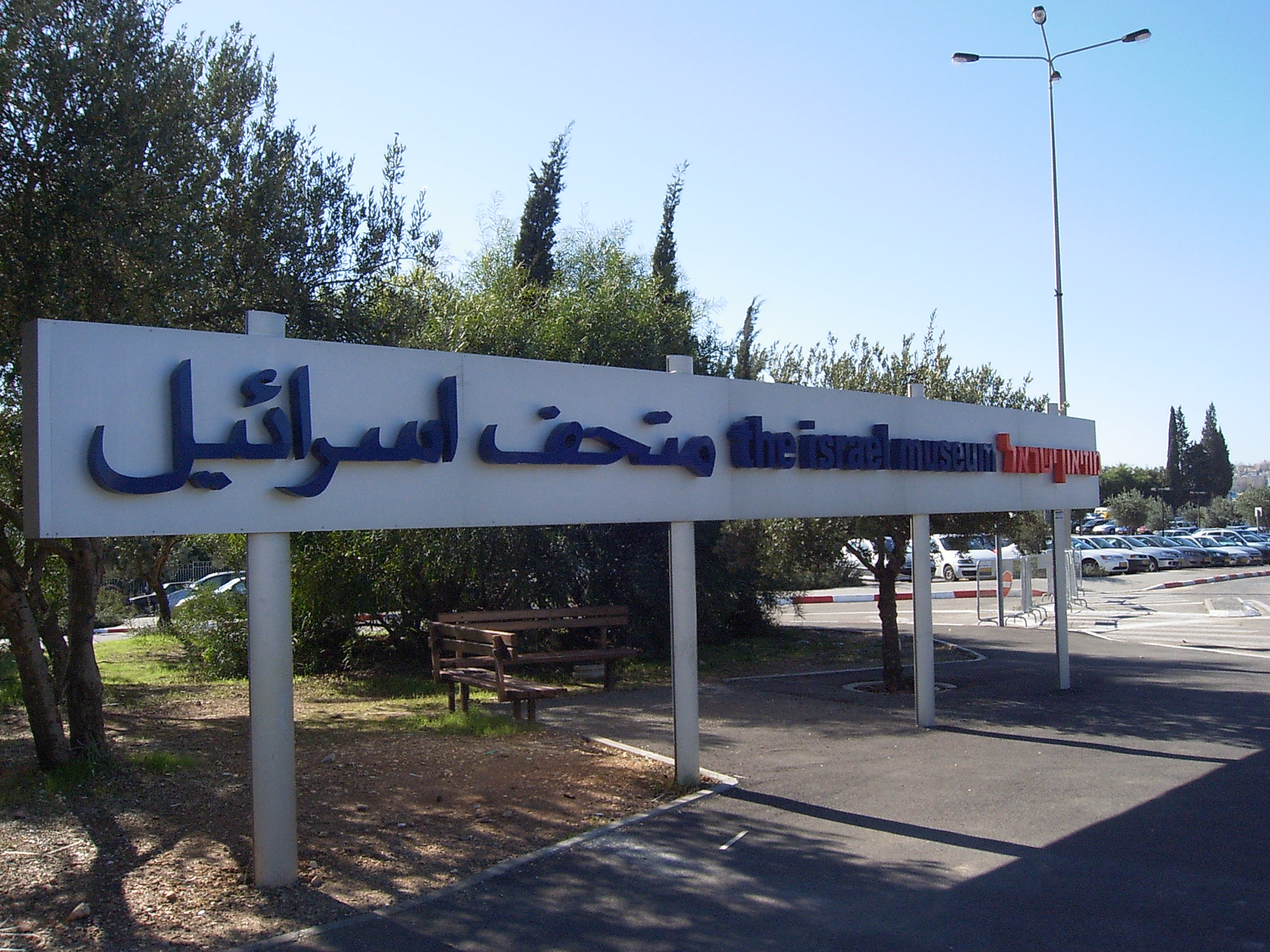
Letrero a la entrada en árabe, inglés y hebreo
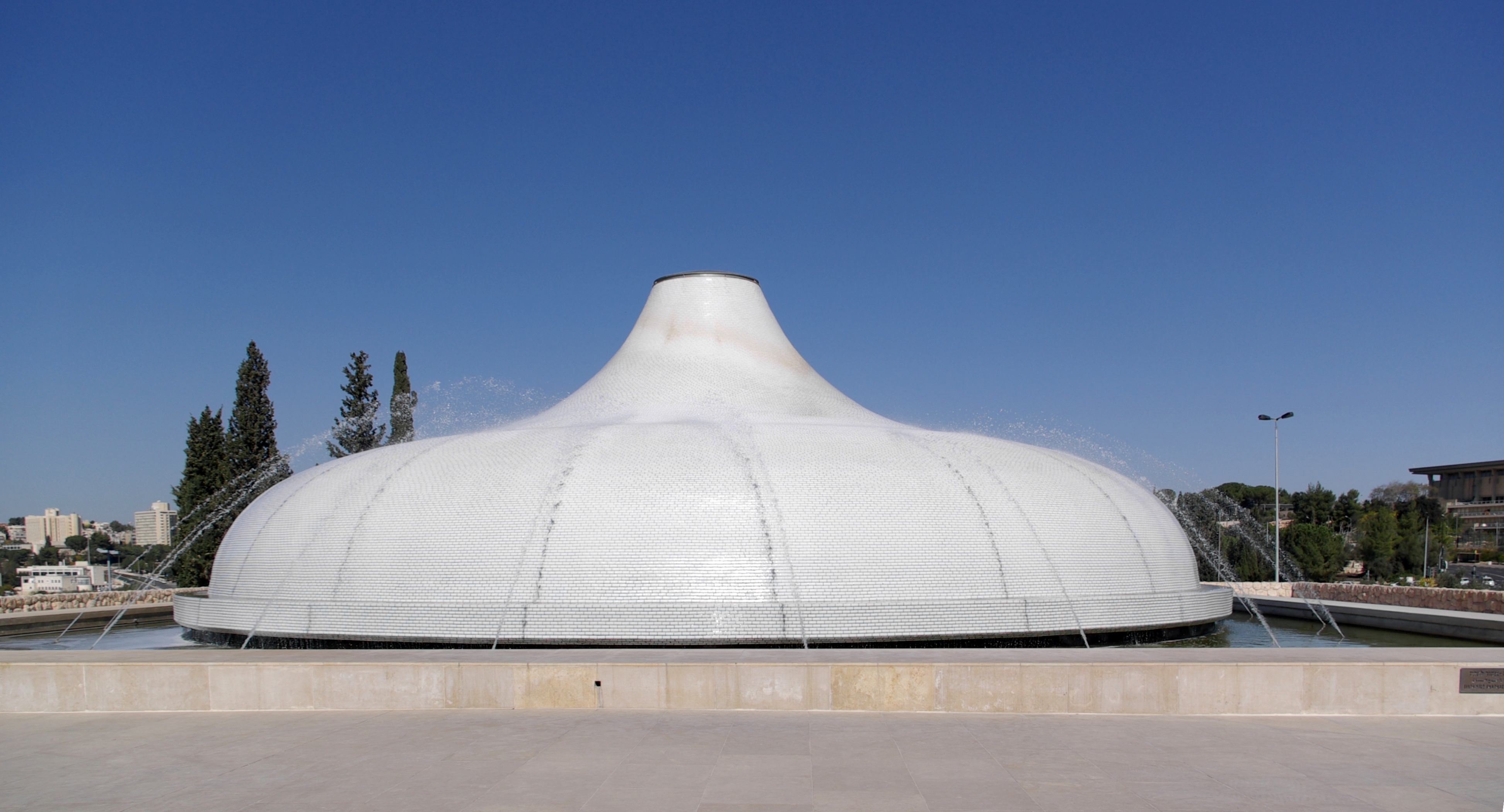
Exterior del Santuario del Libro
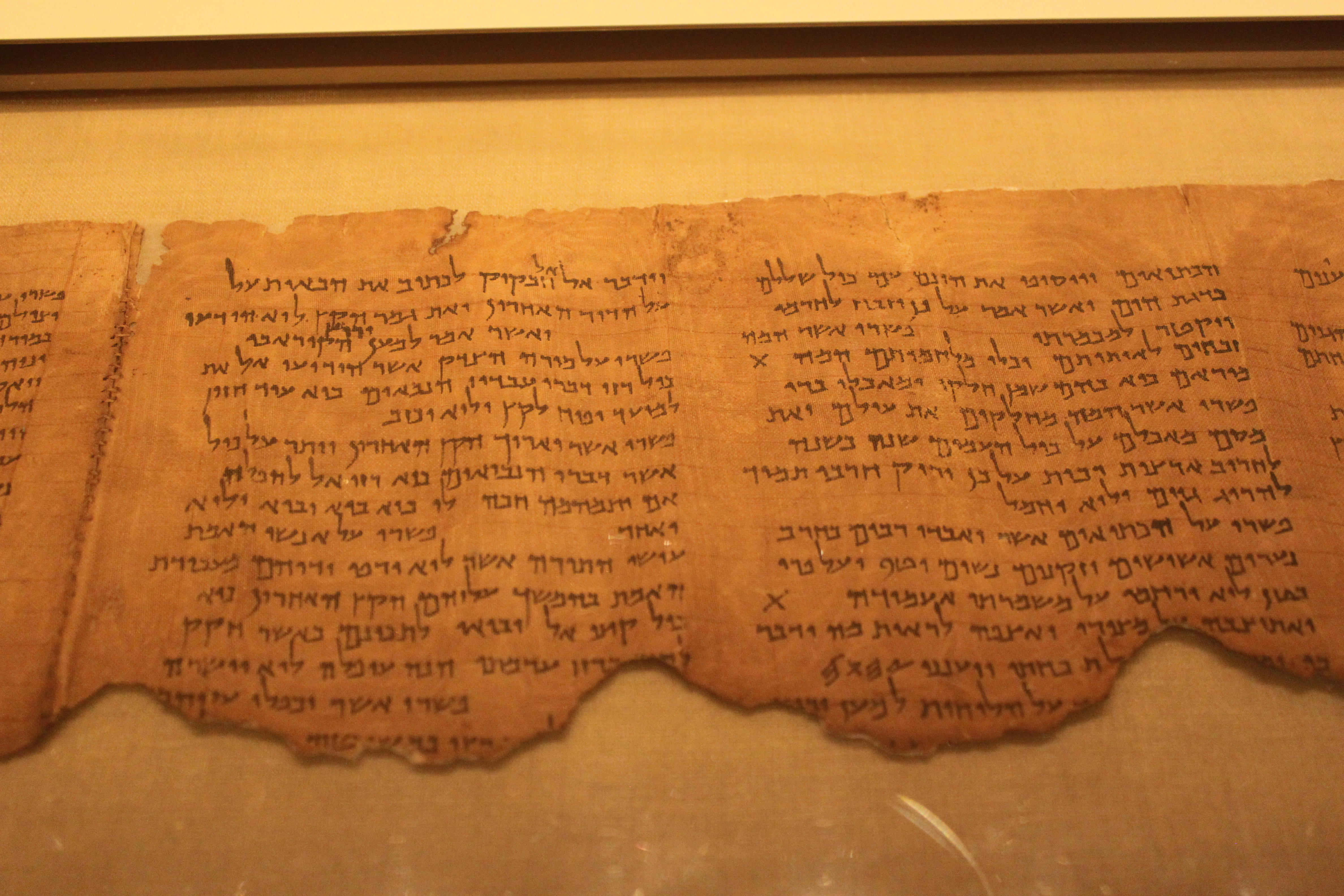
Rollo del Mar Muerto: Profecía de Habacuc, Qumran, c. 75 a. C.
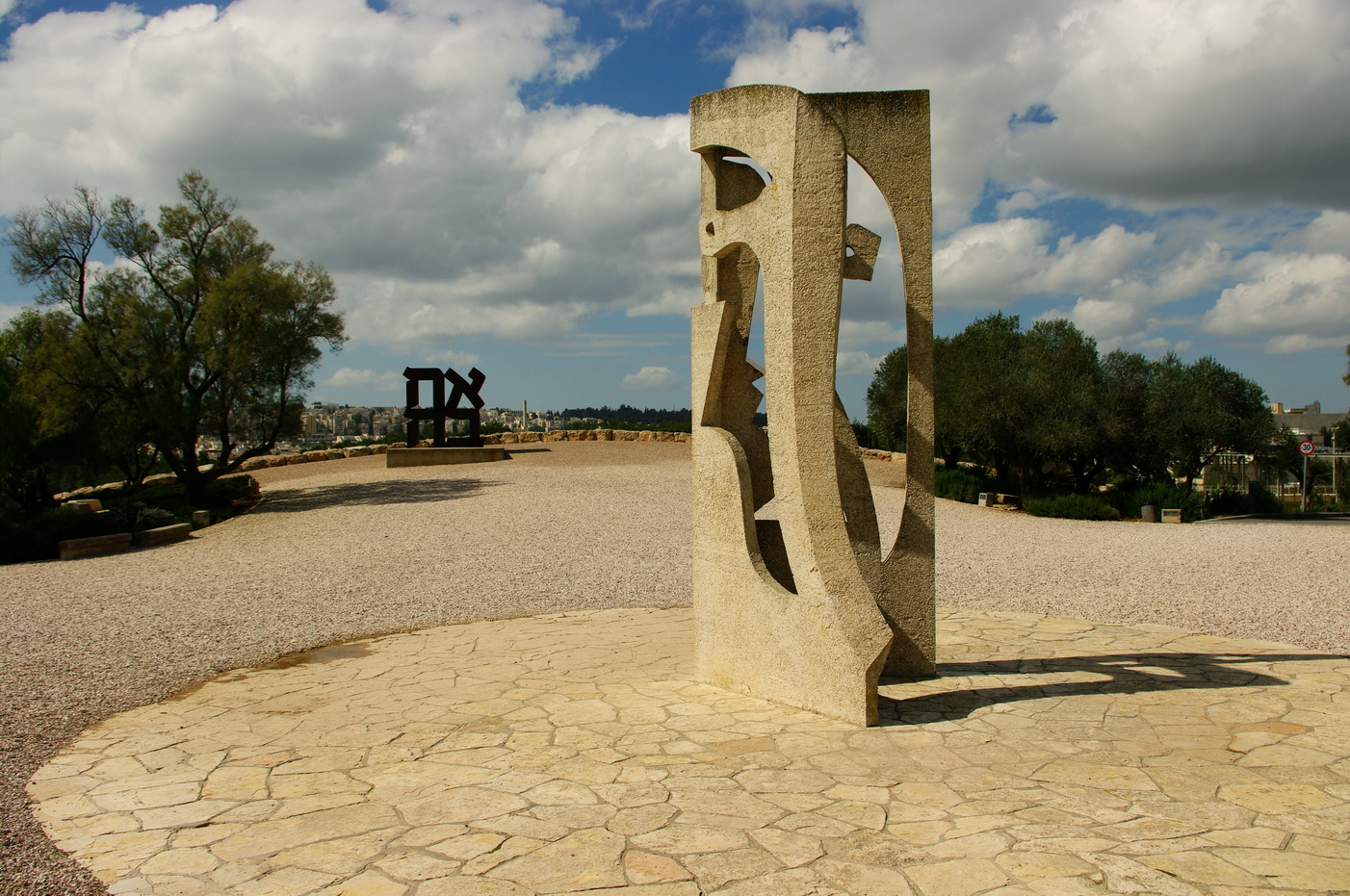
Jardín de las esculturas, con trabajos de Picasso e Indiana
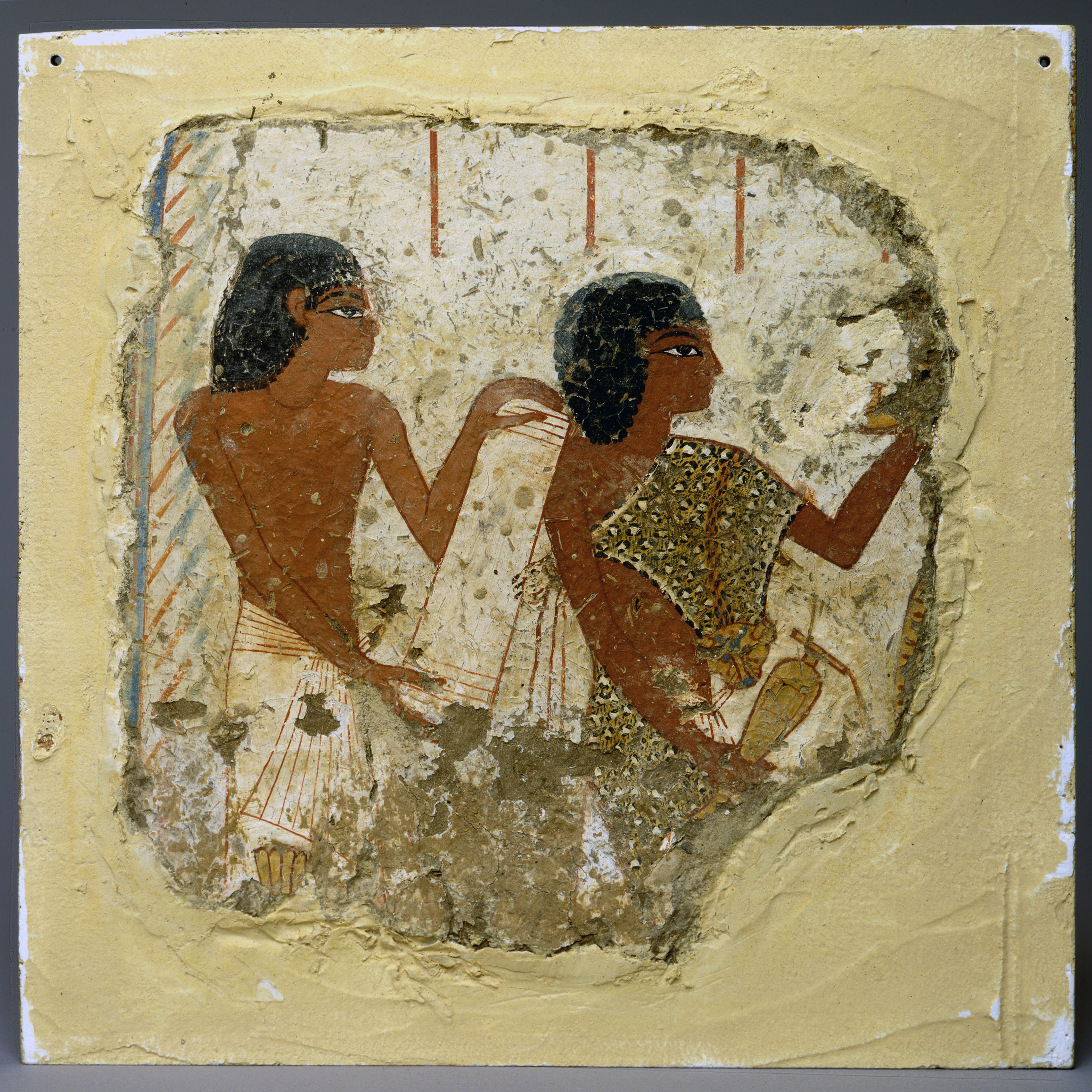
Fragmento de pintura egipcia, siglo XIV a. C.
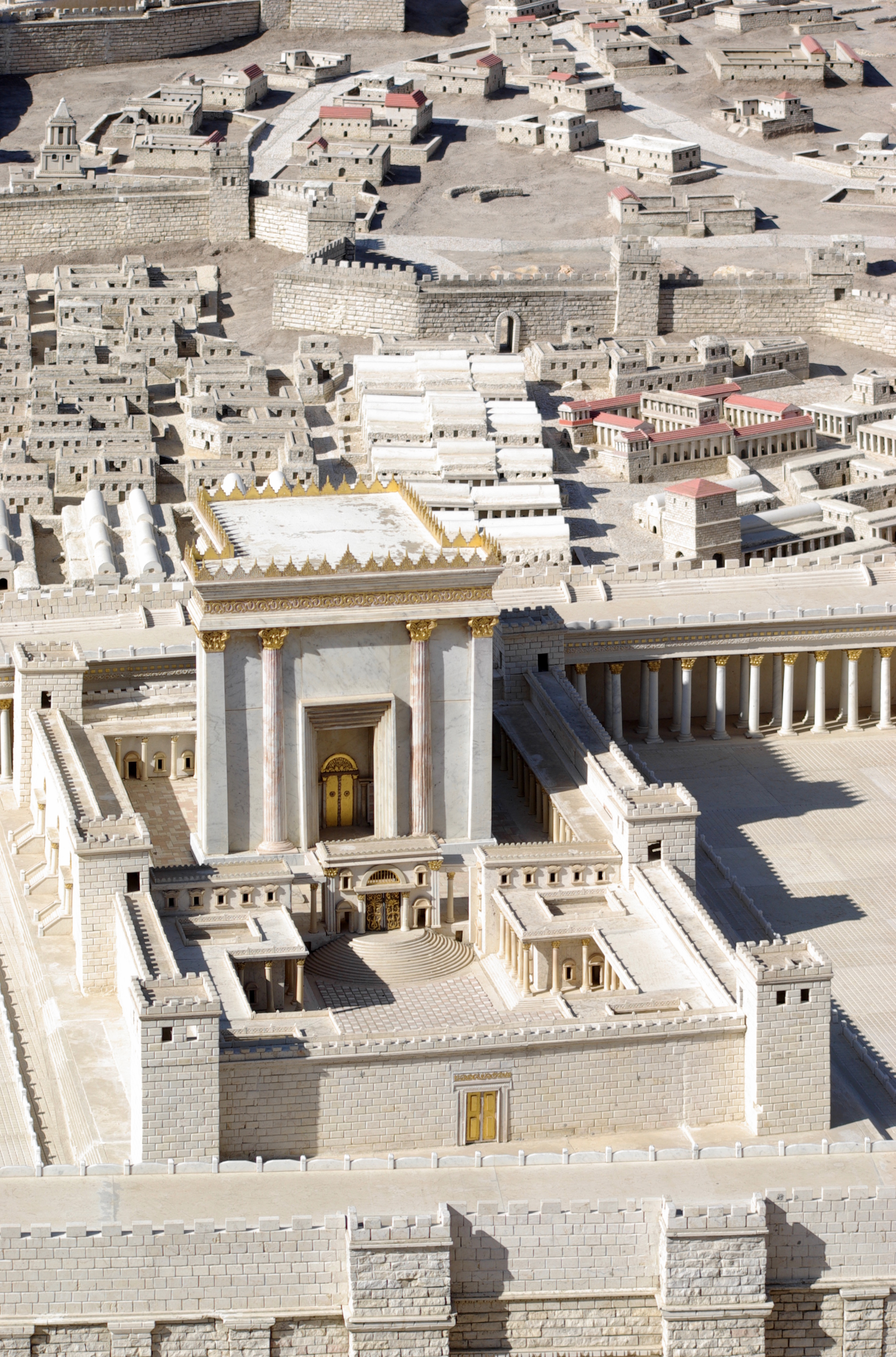
Modelo del segundo Templo de Jerusalén en el siglo I d. C.
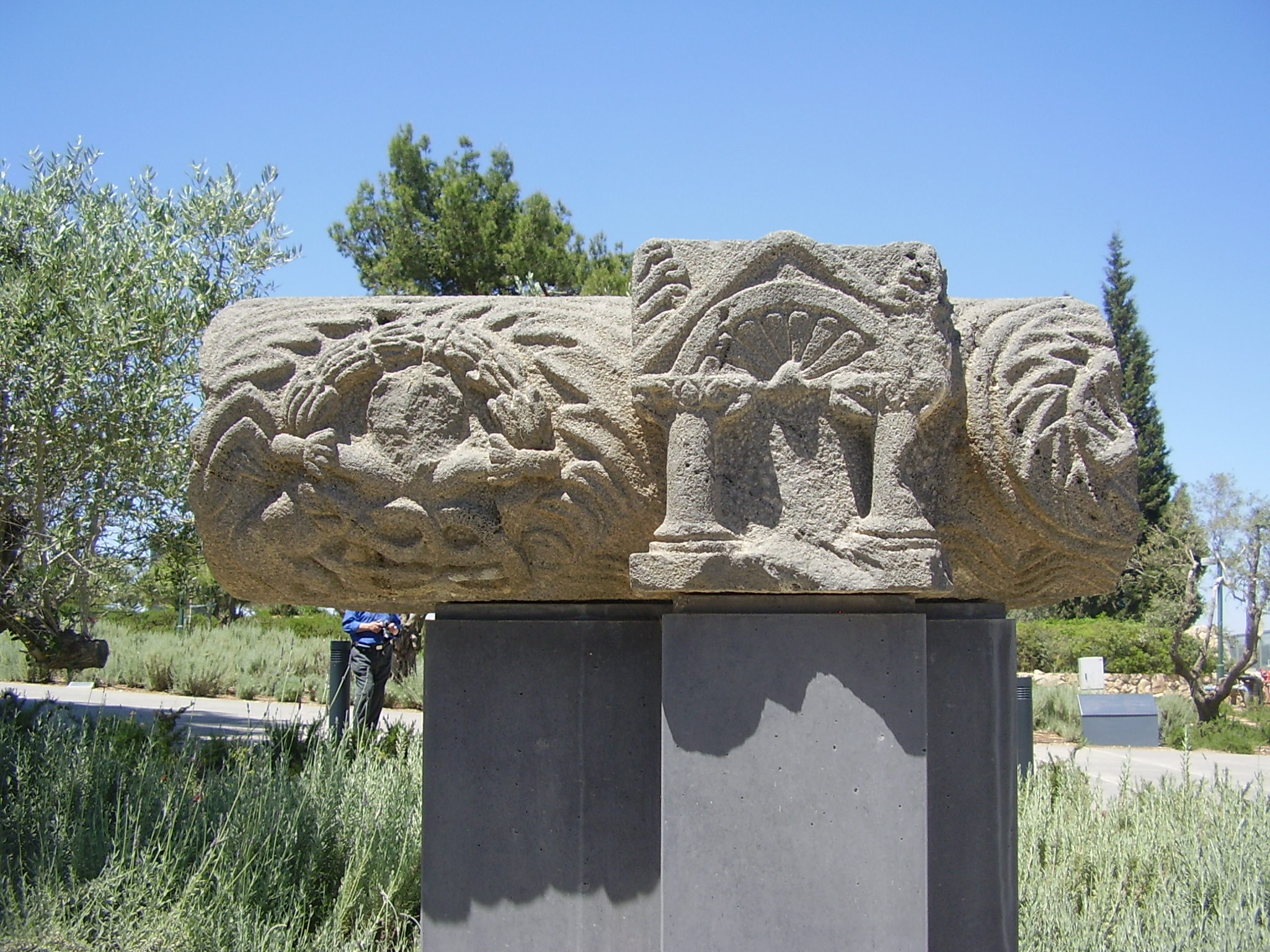
Relieves de la Sinagoga de Jozarín, siglos IV-VI d. C.
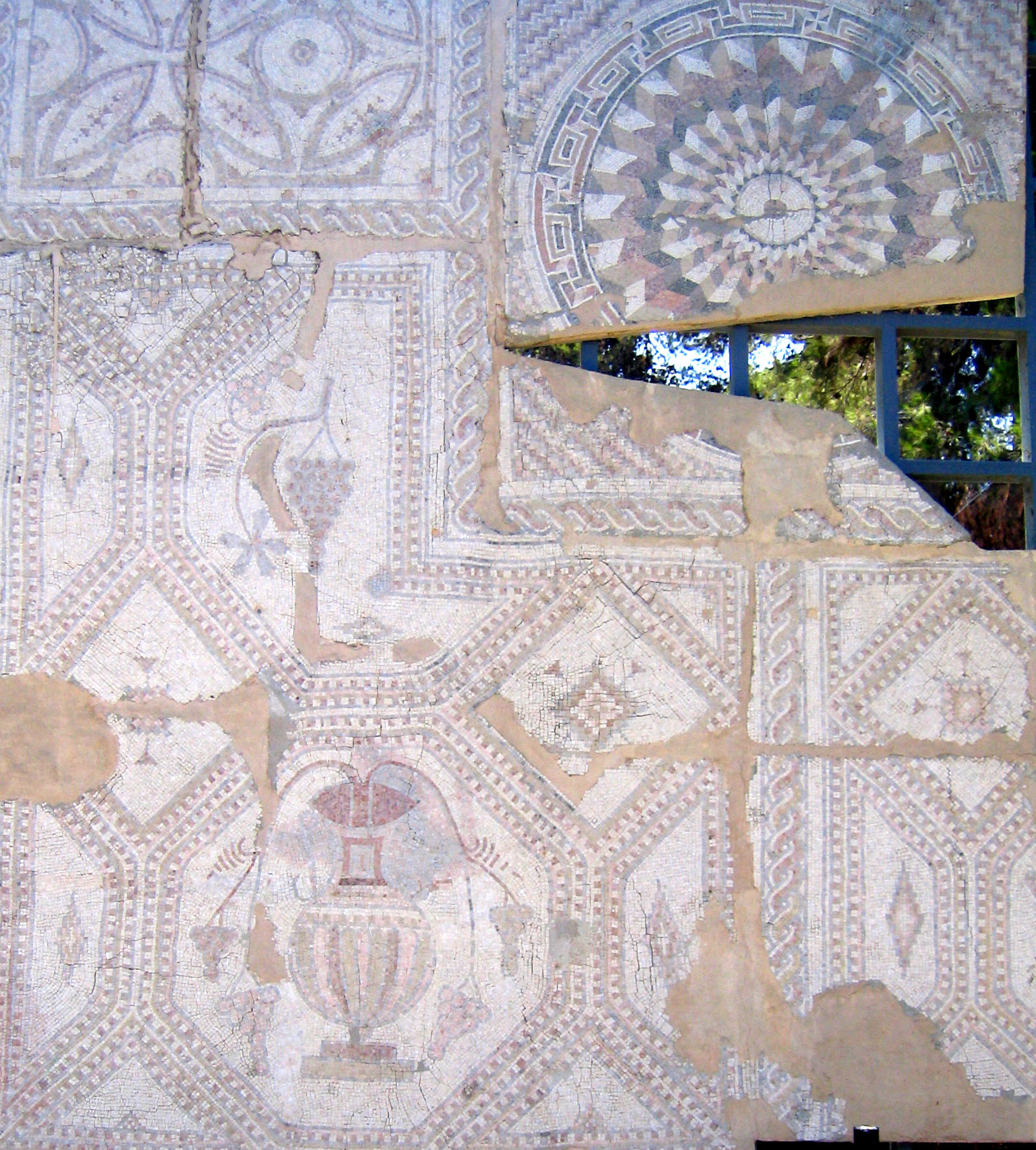
Mosaico de Shlomi, Galilea, siglo VII d. C.
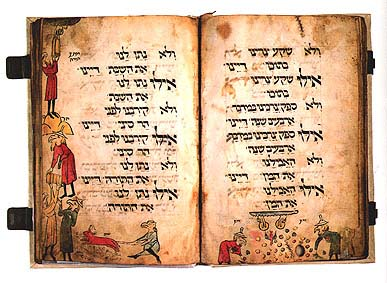
Los hebreos recolectan el maná y reciben la Ley. Hagadá de los Pajaritos (Pésaj), c. 1300.
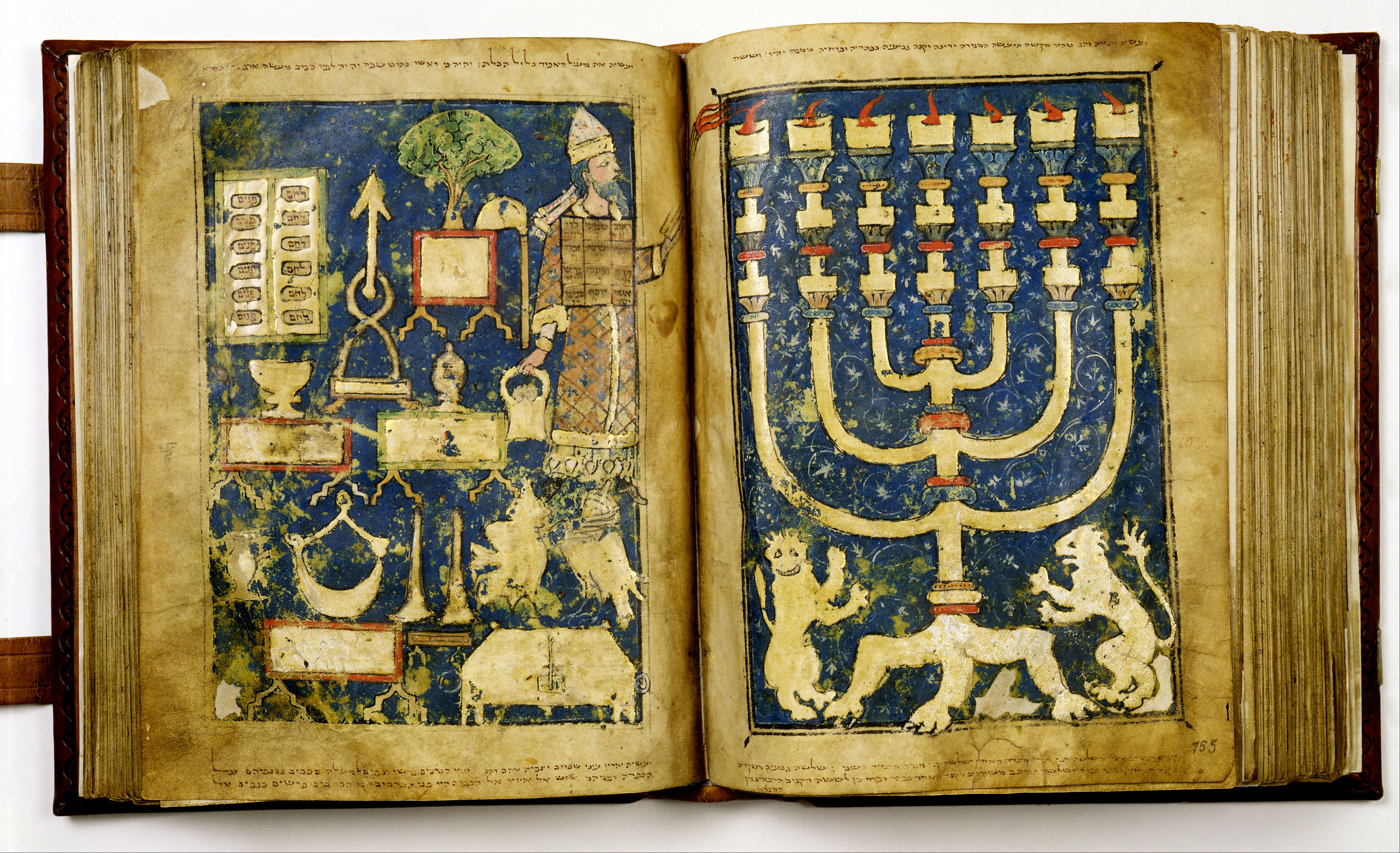
Sumo sacerdote de Israel con los implementos del Templo de Jerusalén, entre los que destaca la Menorá. Pentateuco de Ratisbona, Bavaria, 1300
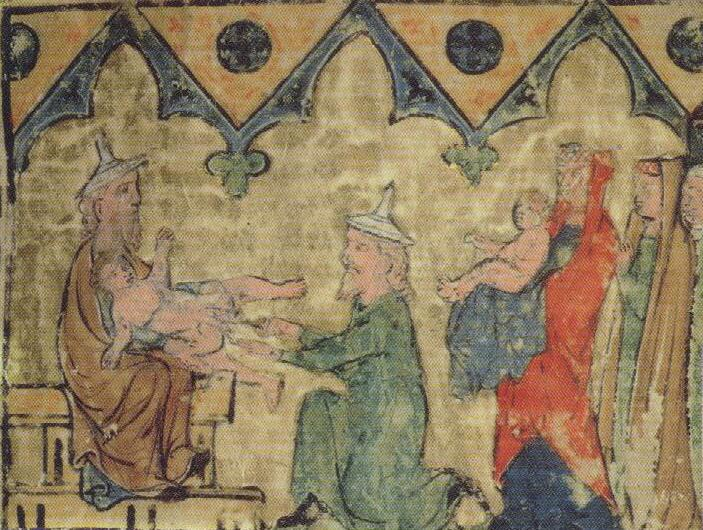
Circuncisión, Pentateuco de Ratisbona, 1300
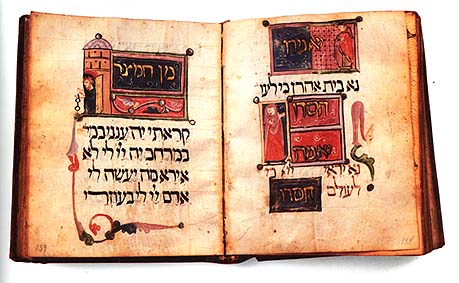
Hagadá Sasoon, España o sur de Francia, c. 1320.
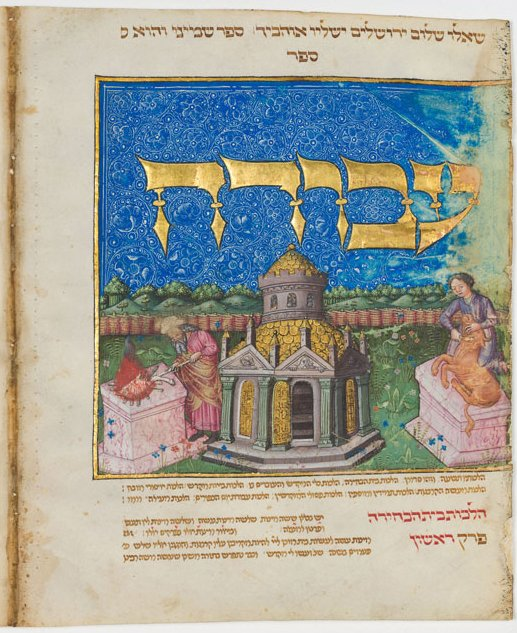
Mishné Torá (Maimónides), 1457-65. Folio 41v: Panel inicial del Sefer Avodá (Libro de Trabajos), ilustrando el culto ritual en el Templo de Jerusalén. Manuscrito hebreo renacentista con estilo mixto (sefarado-asquenazí).
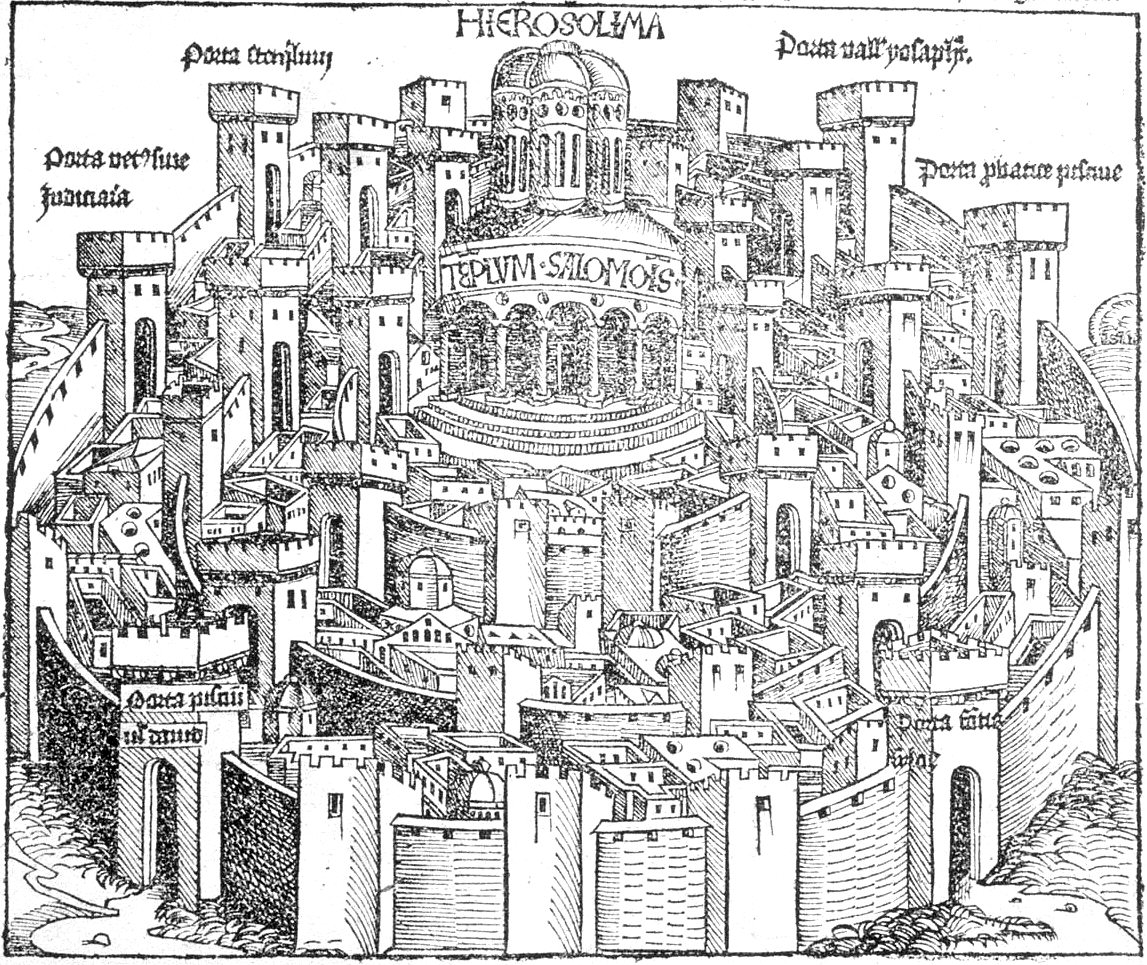
Templo de Salomón. Xilografía de Hartmann Schedel, Las Crónicas de Núremberg, 1493
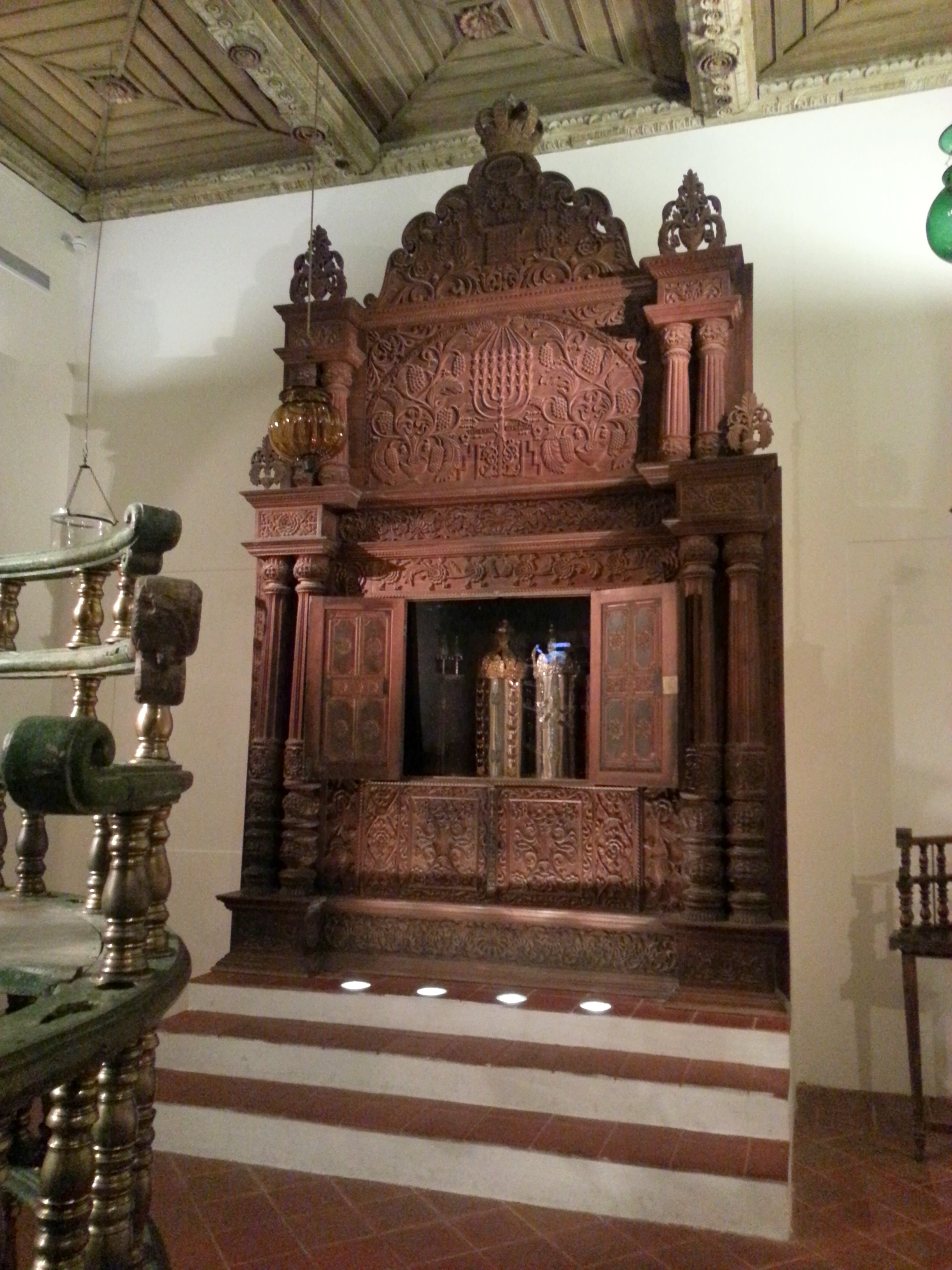
Interior de una sinagoga de India, donde se destaca el Hejal (Arón Ha-Kodesh).
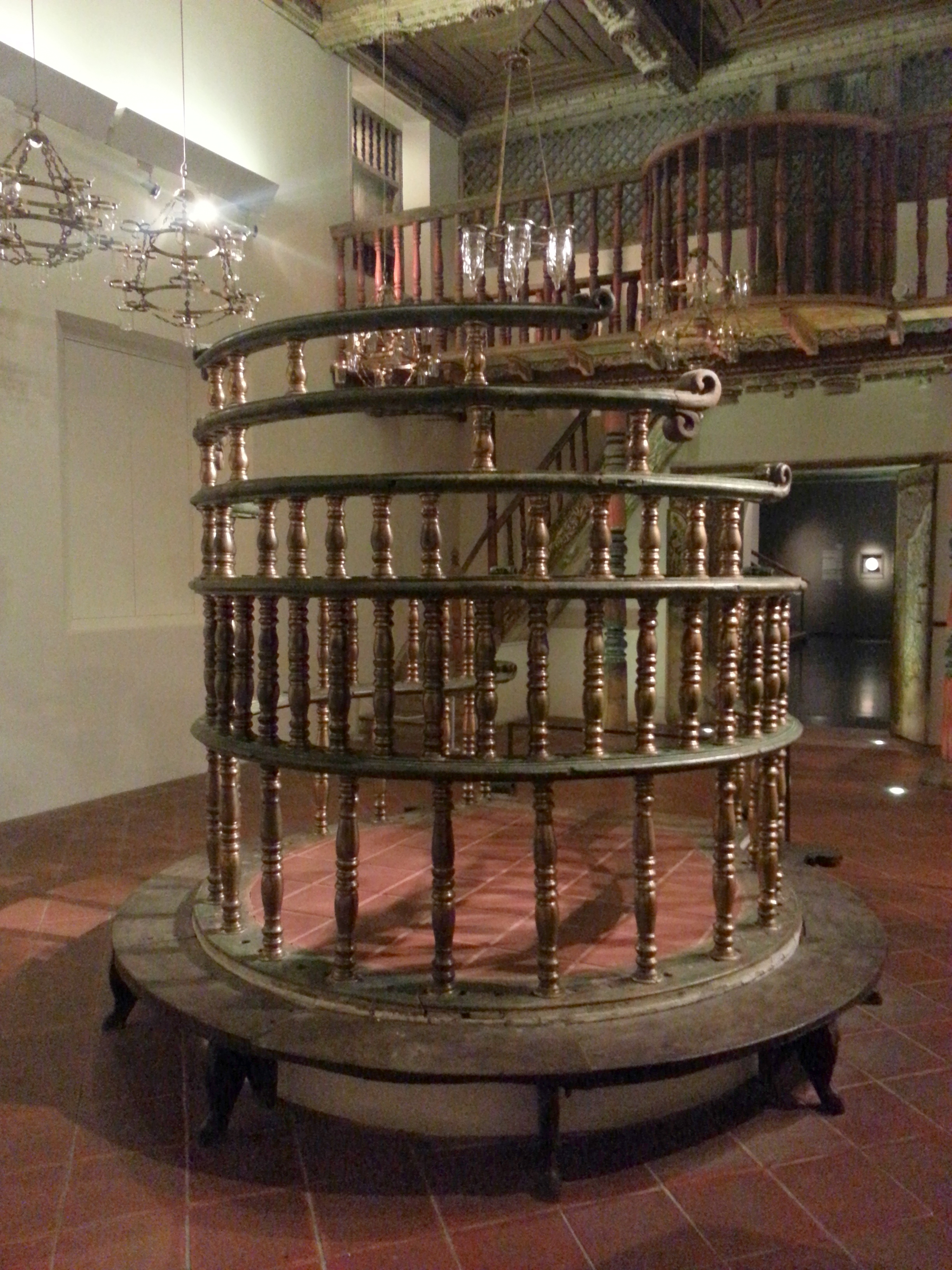
Bimá de la sinagoga de India
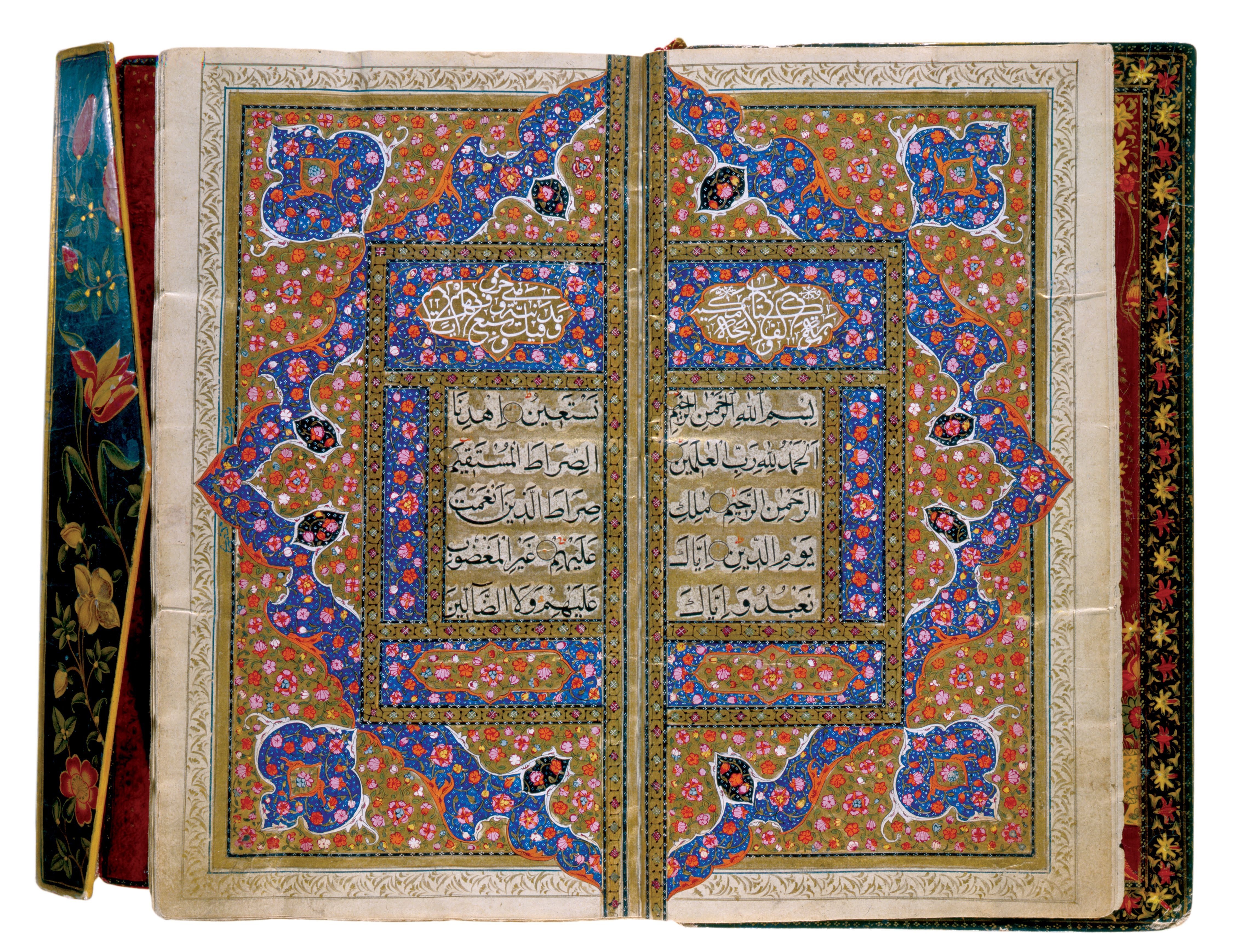
Corán, siglo XVII
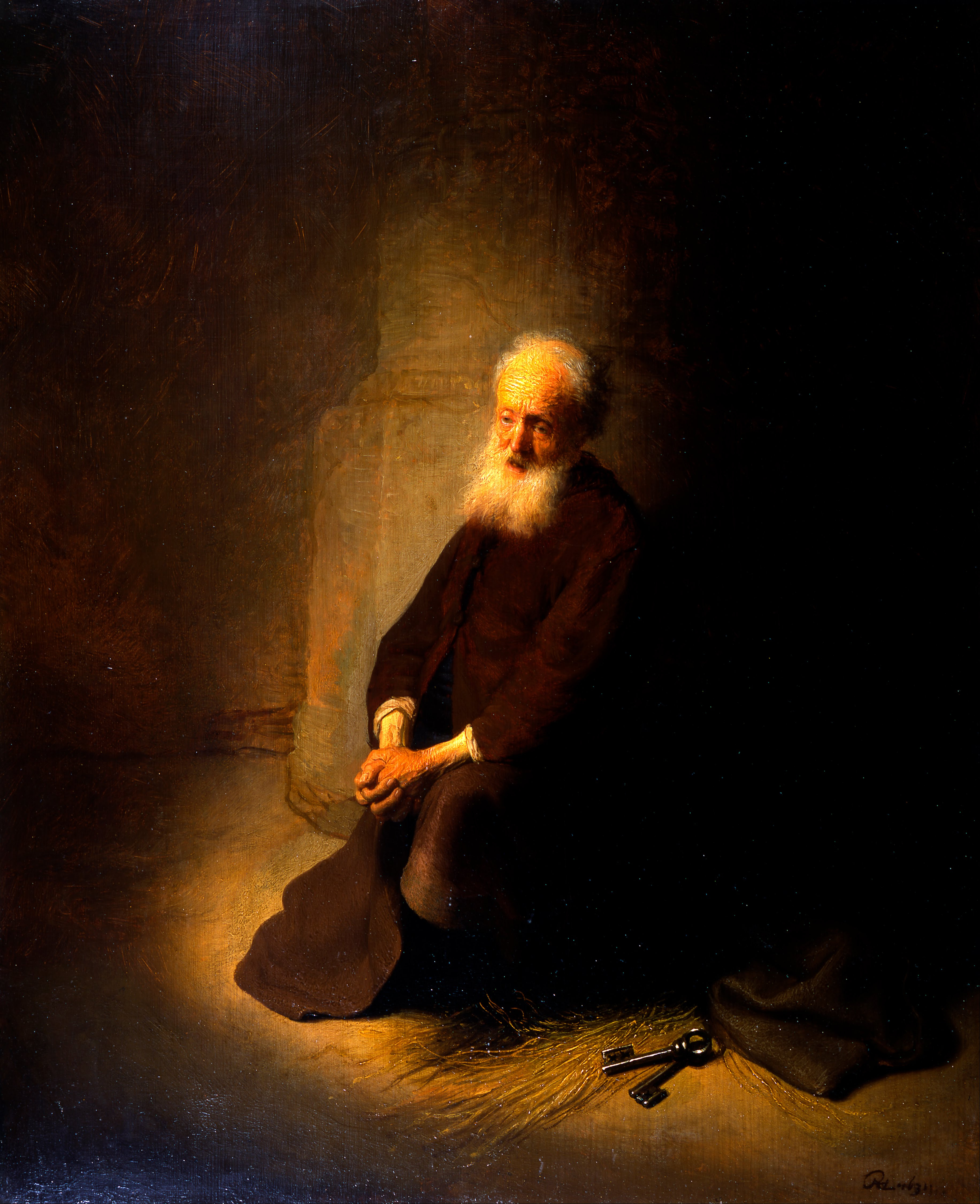
Rembrandt, San Pedro en prisión, óleo, 1631
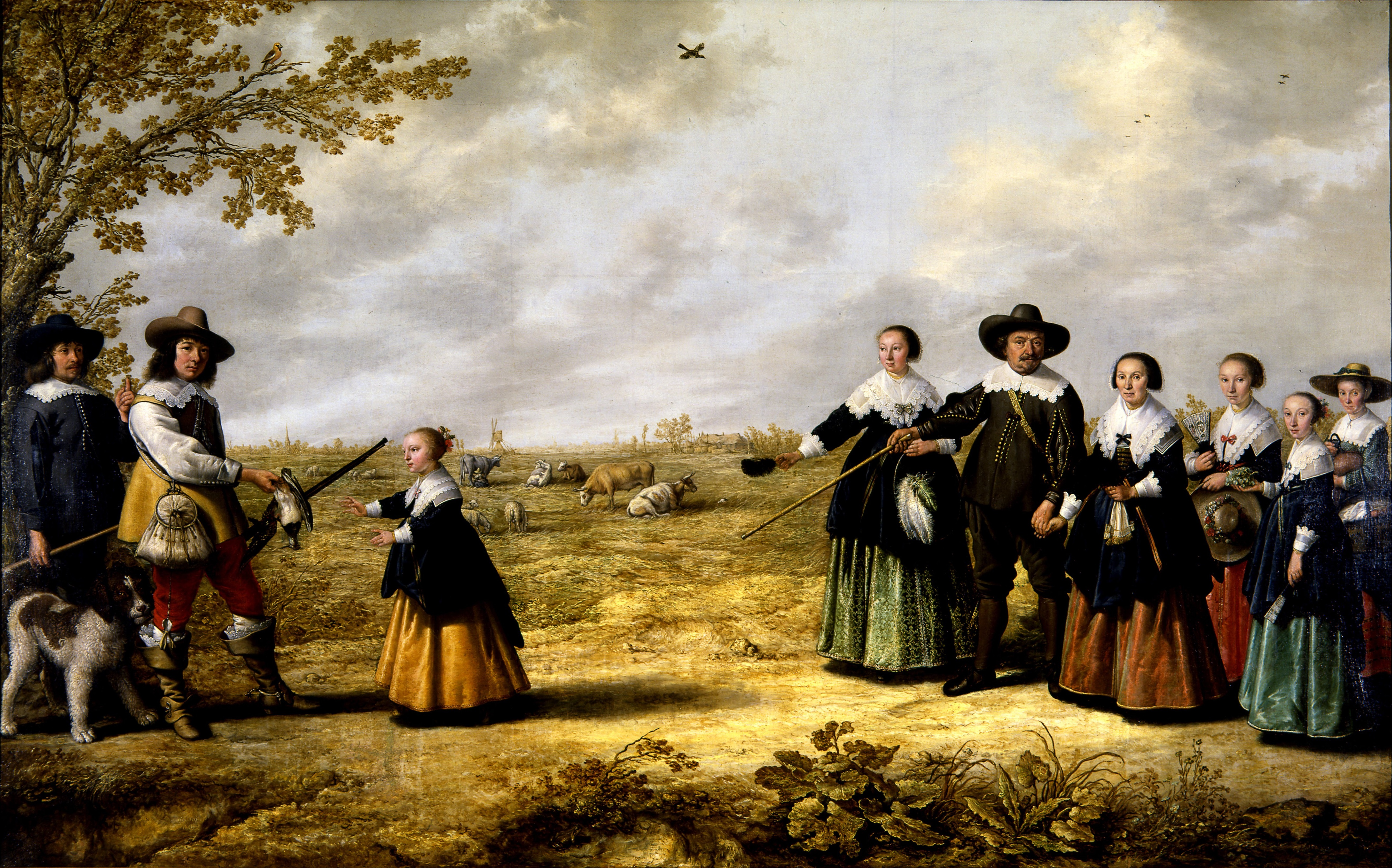
Cuyp, Retrato de familia en un paisaje [holandés], óleo, 1641
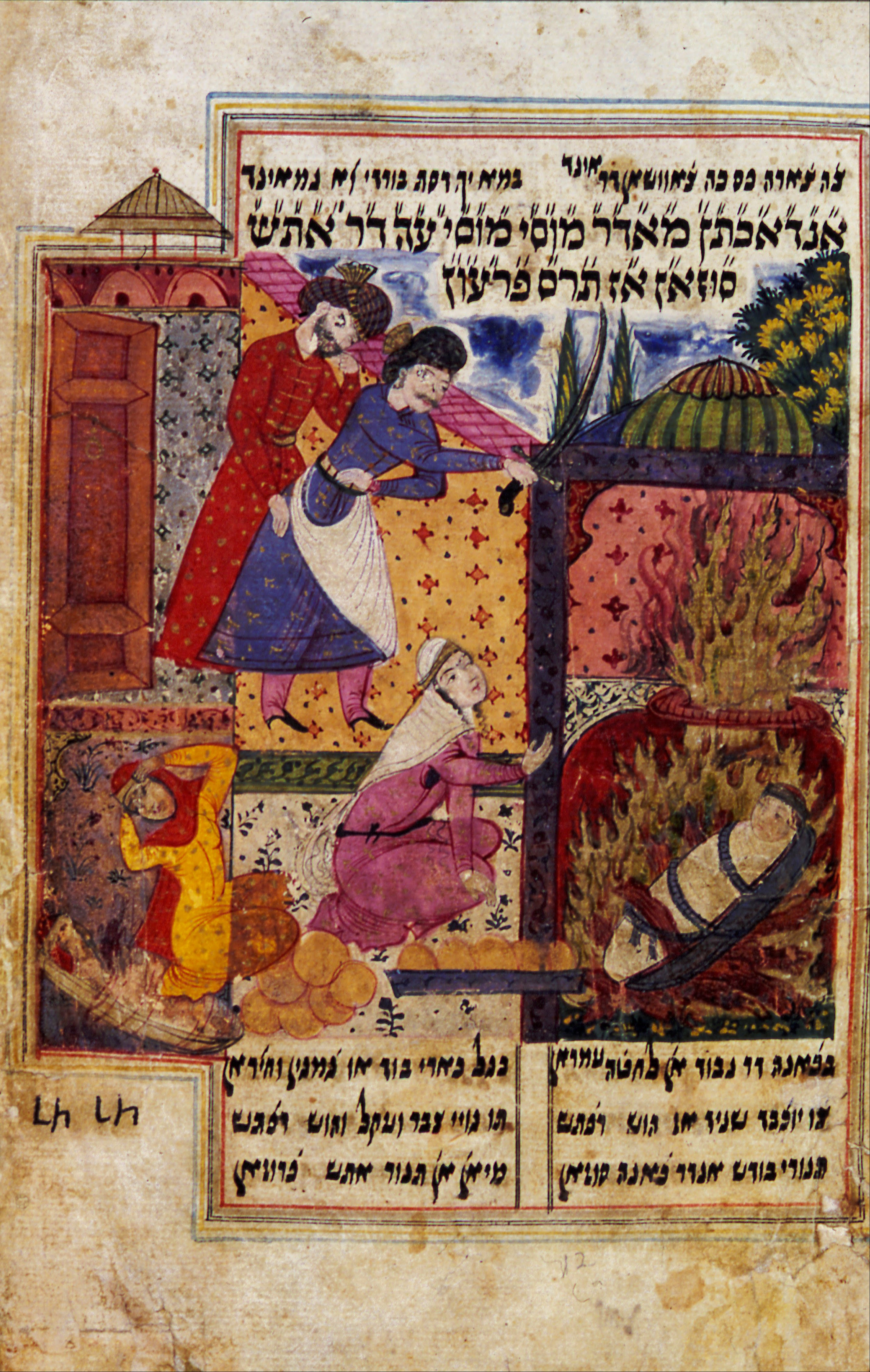
Nehemiah ben Amshal de Tabriz, El Libro de Moisés, manuscrito hebreo, 1686
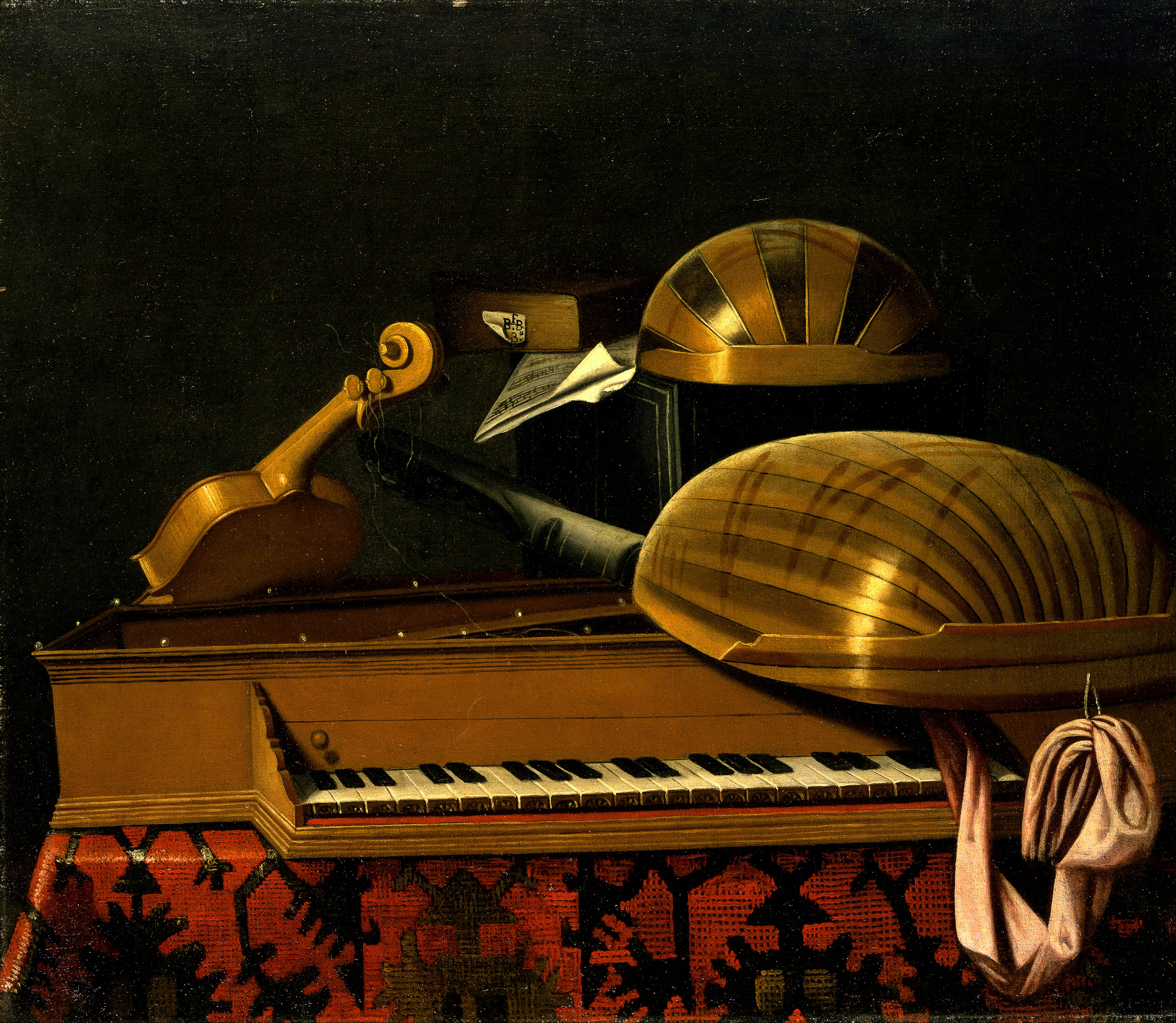
Bartolomeo Bettera, Bodegón con instrumentos musicales, c. 1670-90
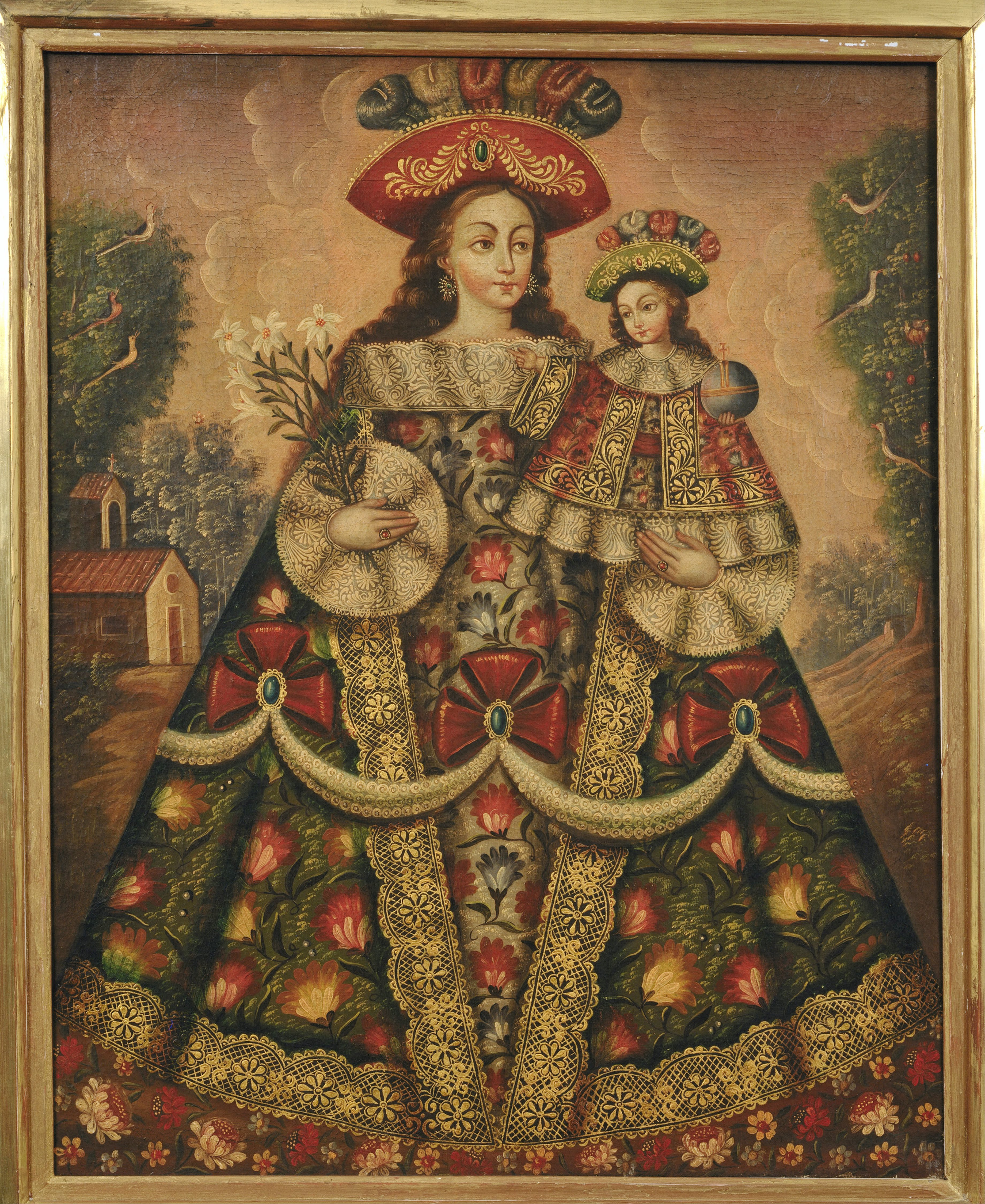
Escuela de Cuzco, Virgen y Niño de los Peregrinos, óleo, siglo XVIII
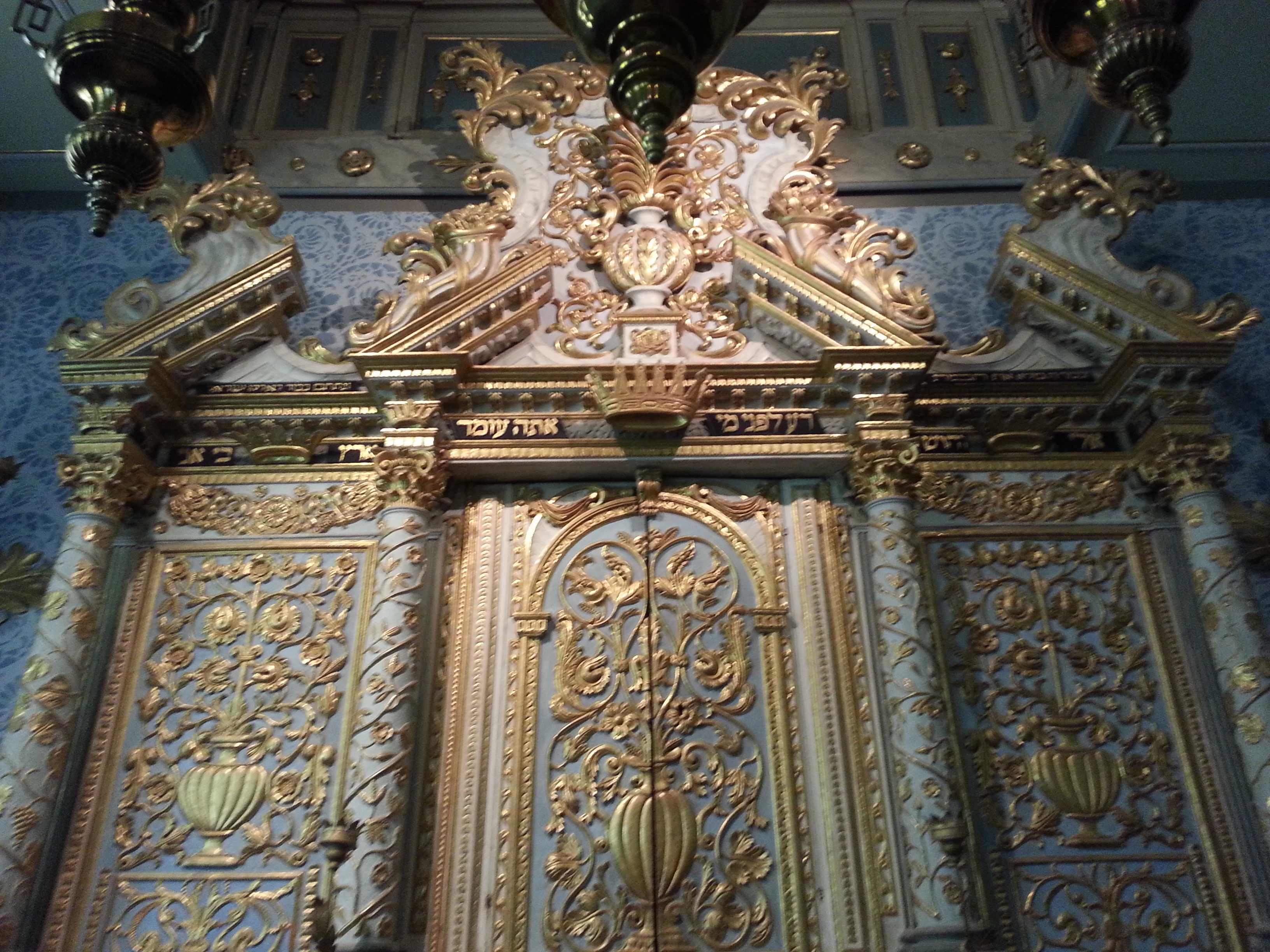
Hejal de la Sinagoga de Vittorio Veneto, Italia, siglo XVIII
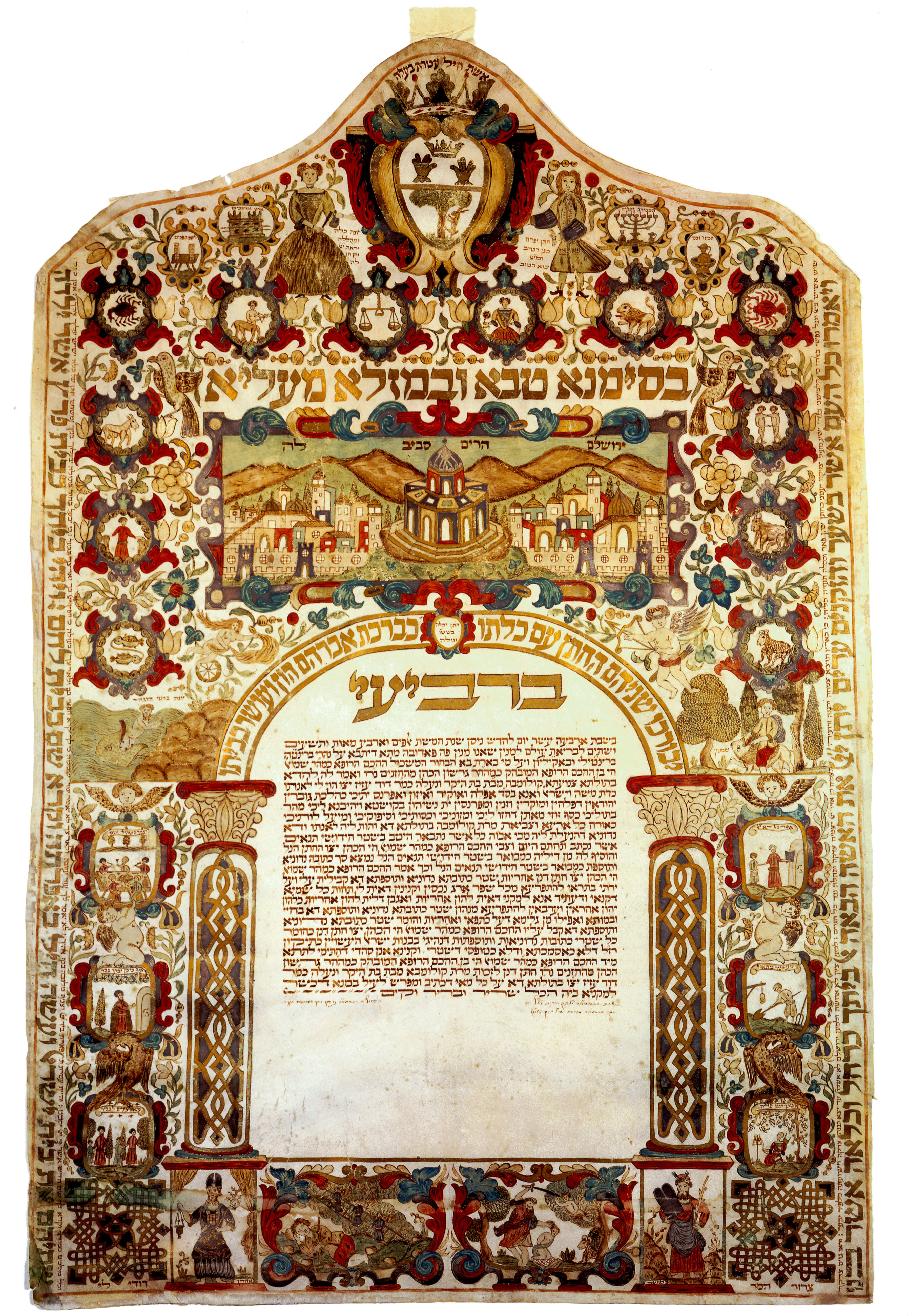
Ketubá (contrato matrimonial), con Jerusalén, Europa, 1732
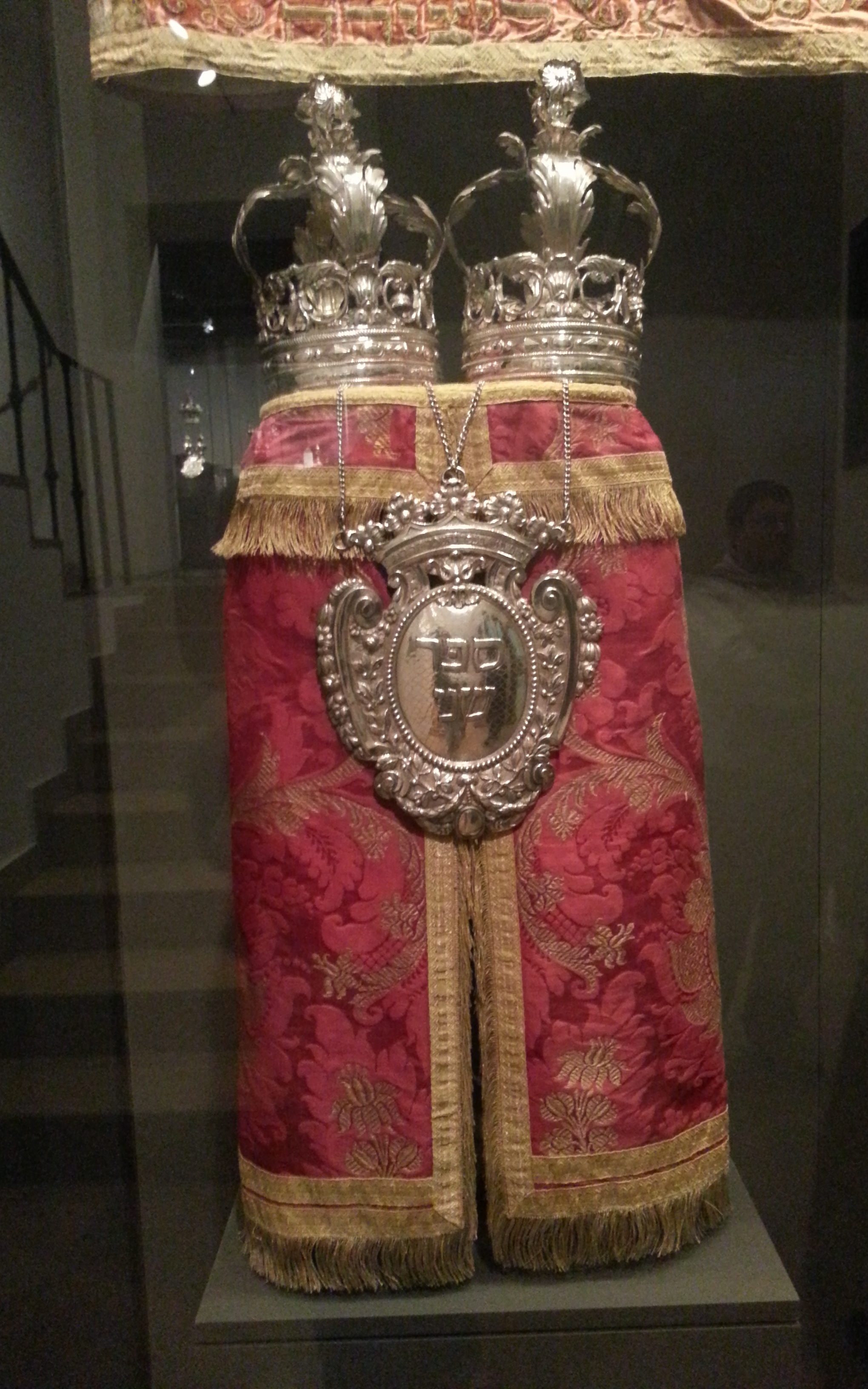
Torá, Italia, siglo XVIII
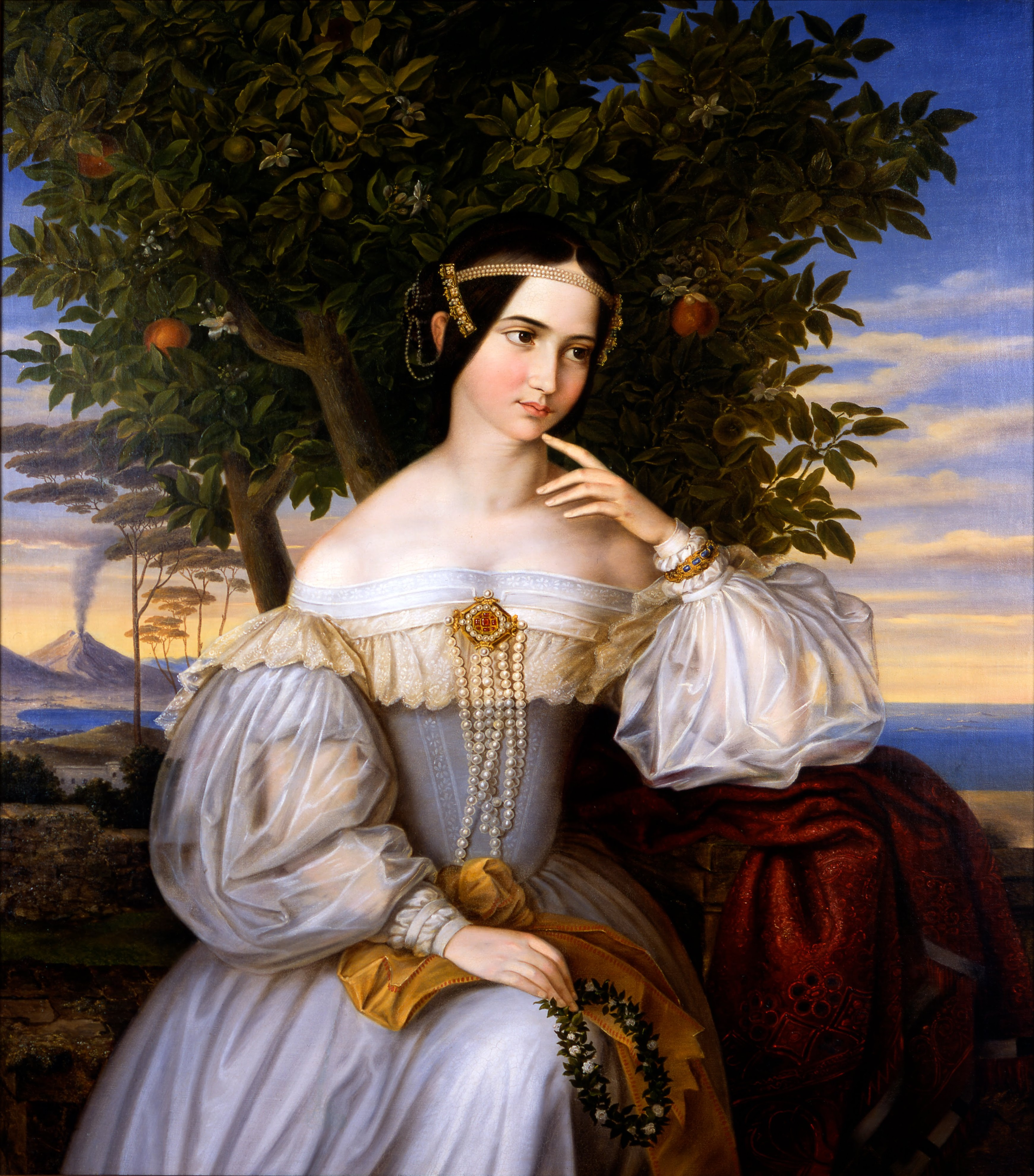
Moritz Daniel Oppenheim, Retrato de Charlotte de Rothschild, óleo, 1836.
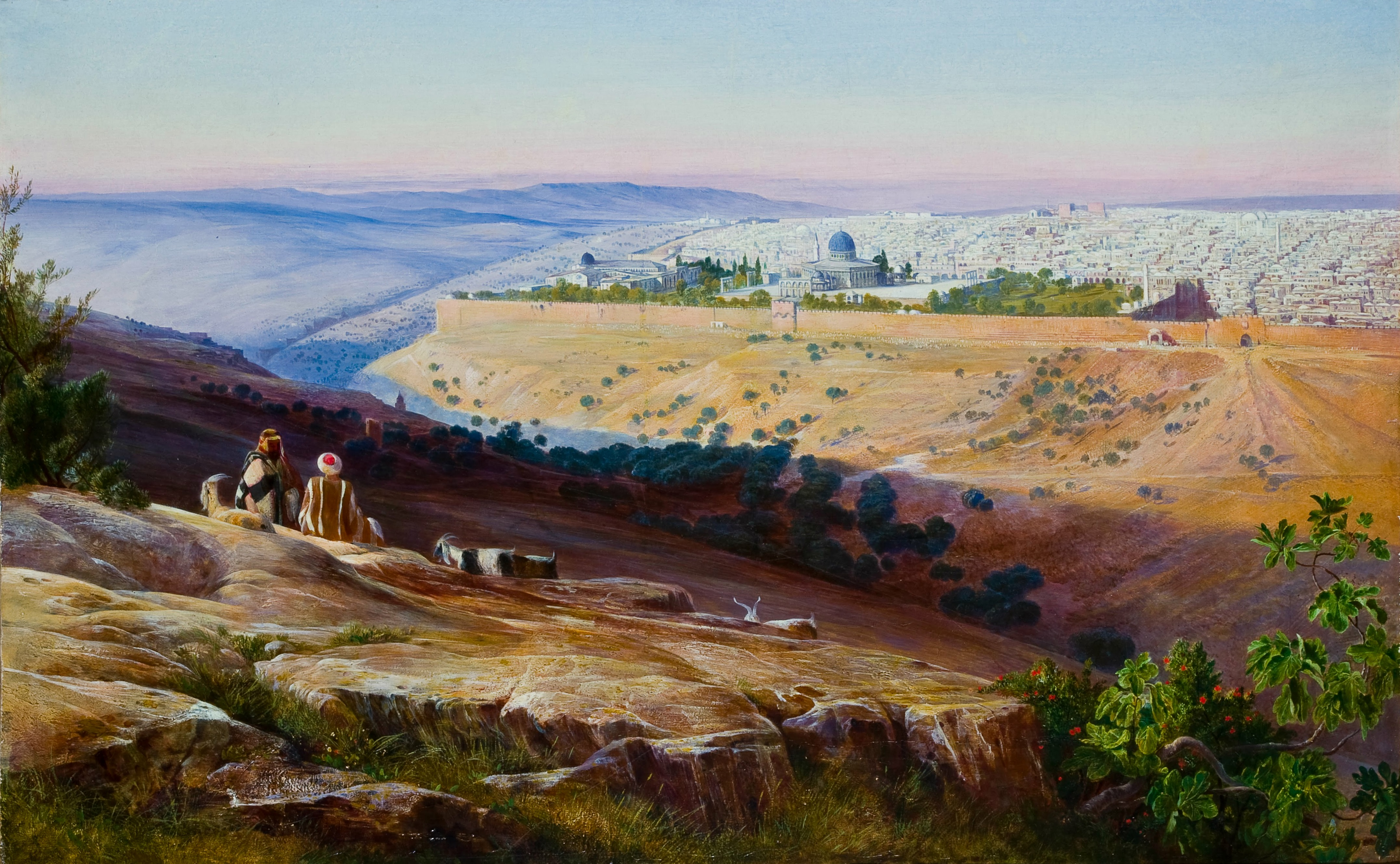
Edward Lear, Vista de Jerusalén desde el Monte de los Olivos, óleo, 1858-59
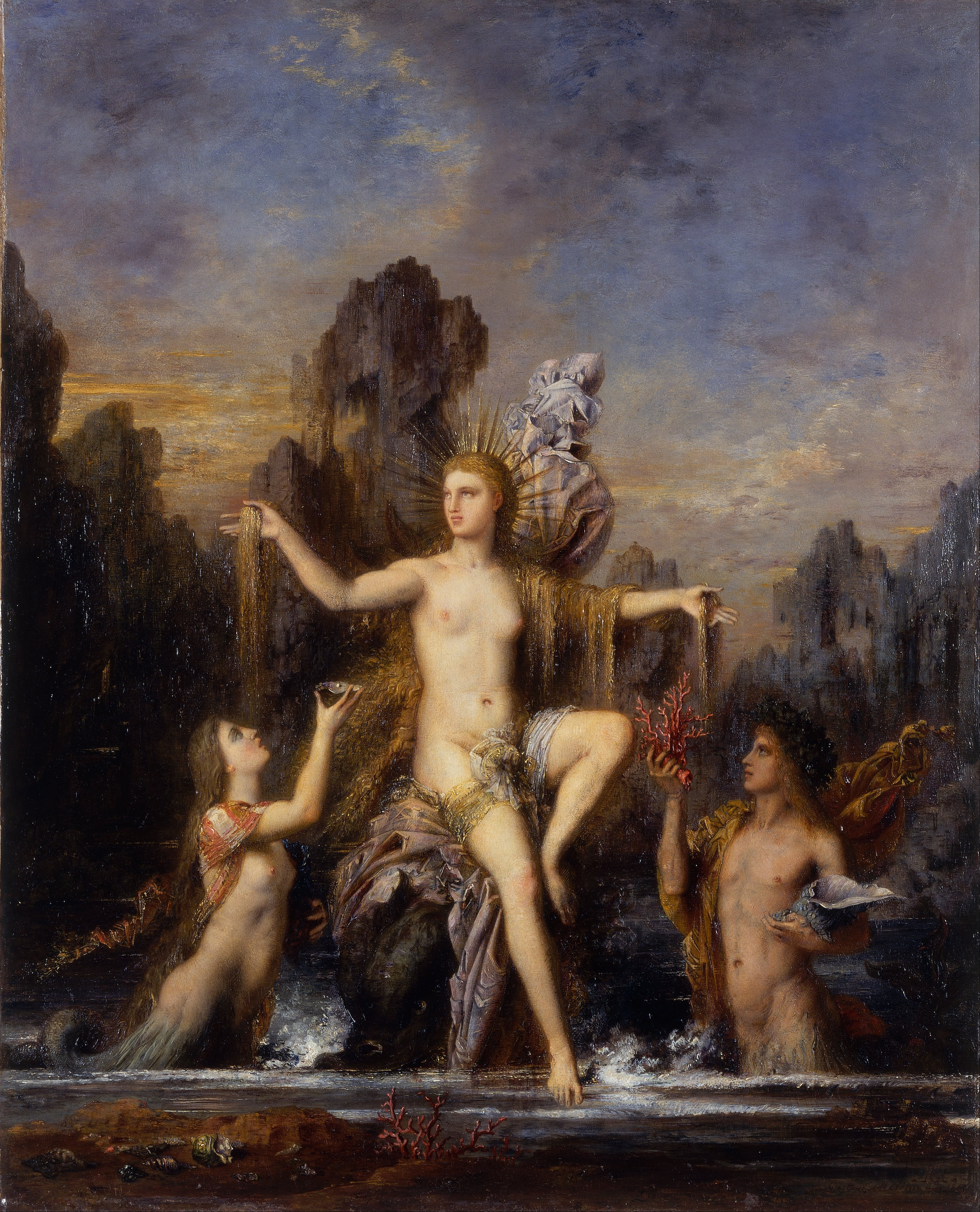
Gustave Moreau, Venus emergiendo del mar, óleo 1866
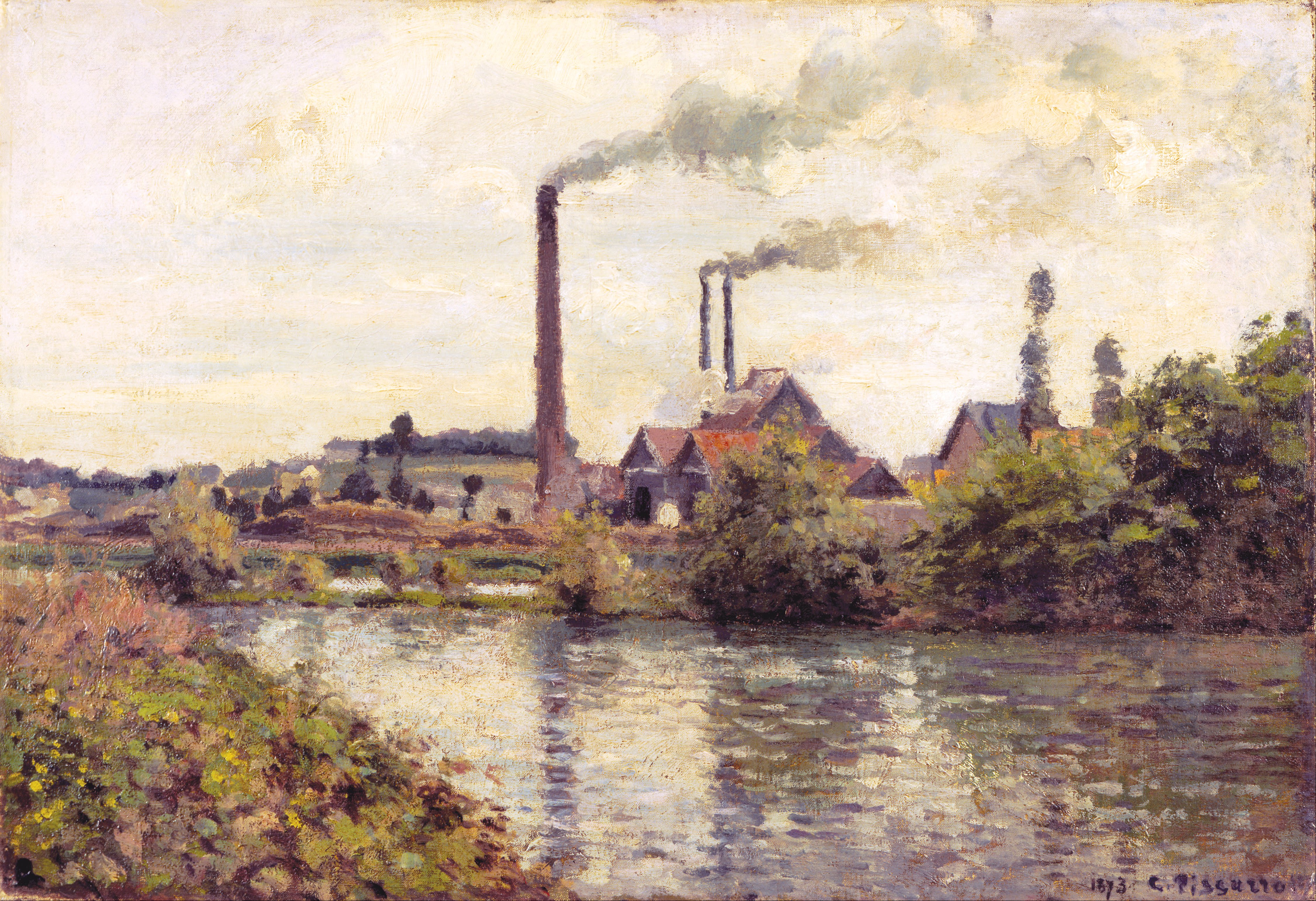
Camille Pissarro, Industria en Pontoise, óleo, 1873
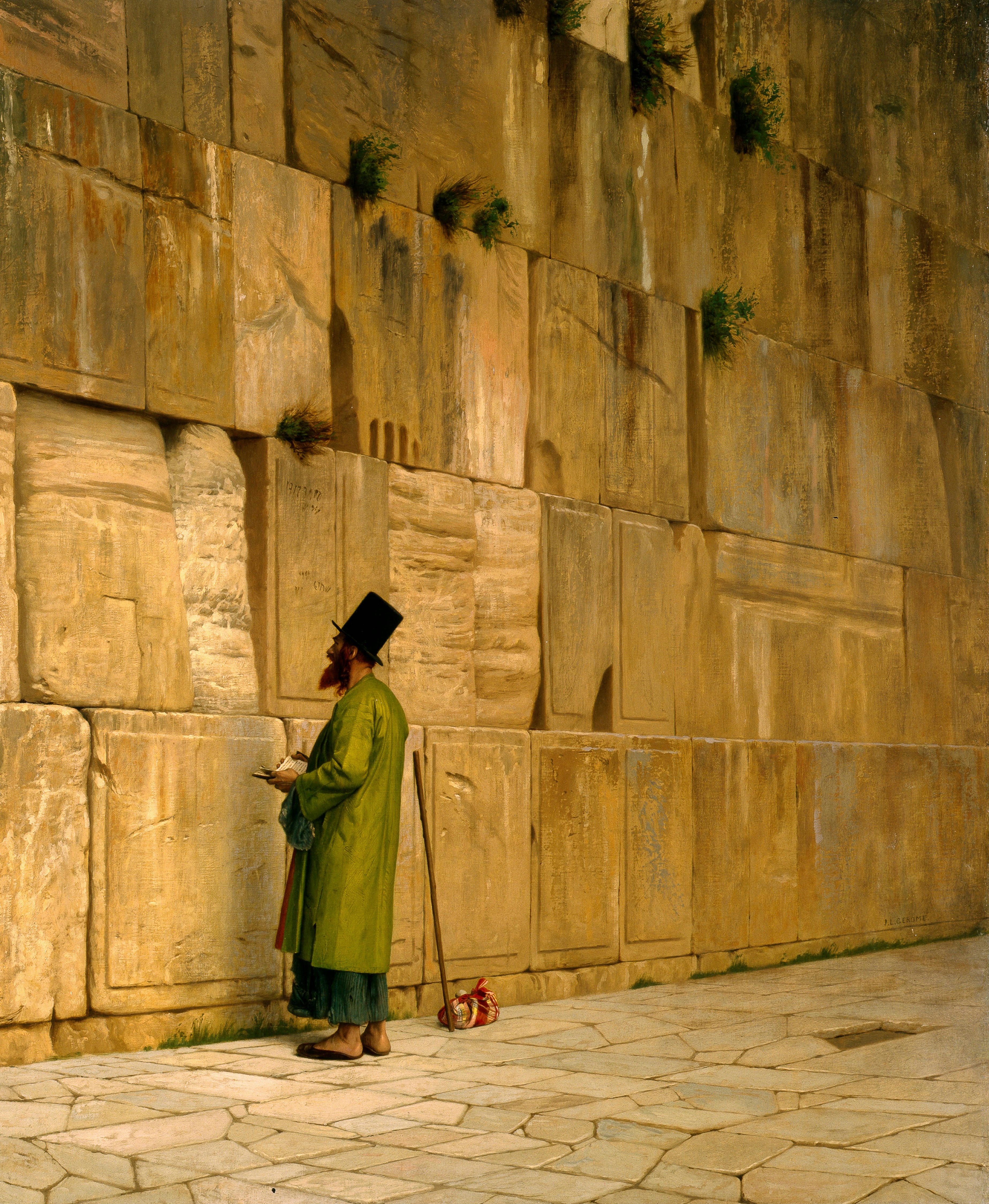
Jean-Léon Gérôme, El Muro de las Lamentaciones, óleo, 1880
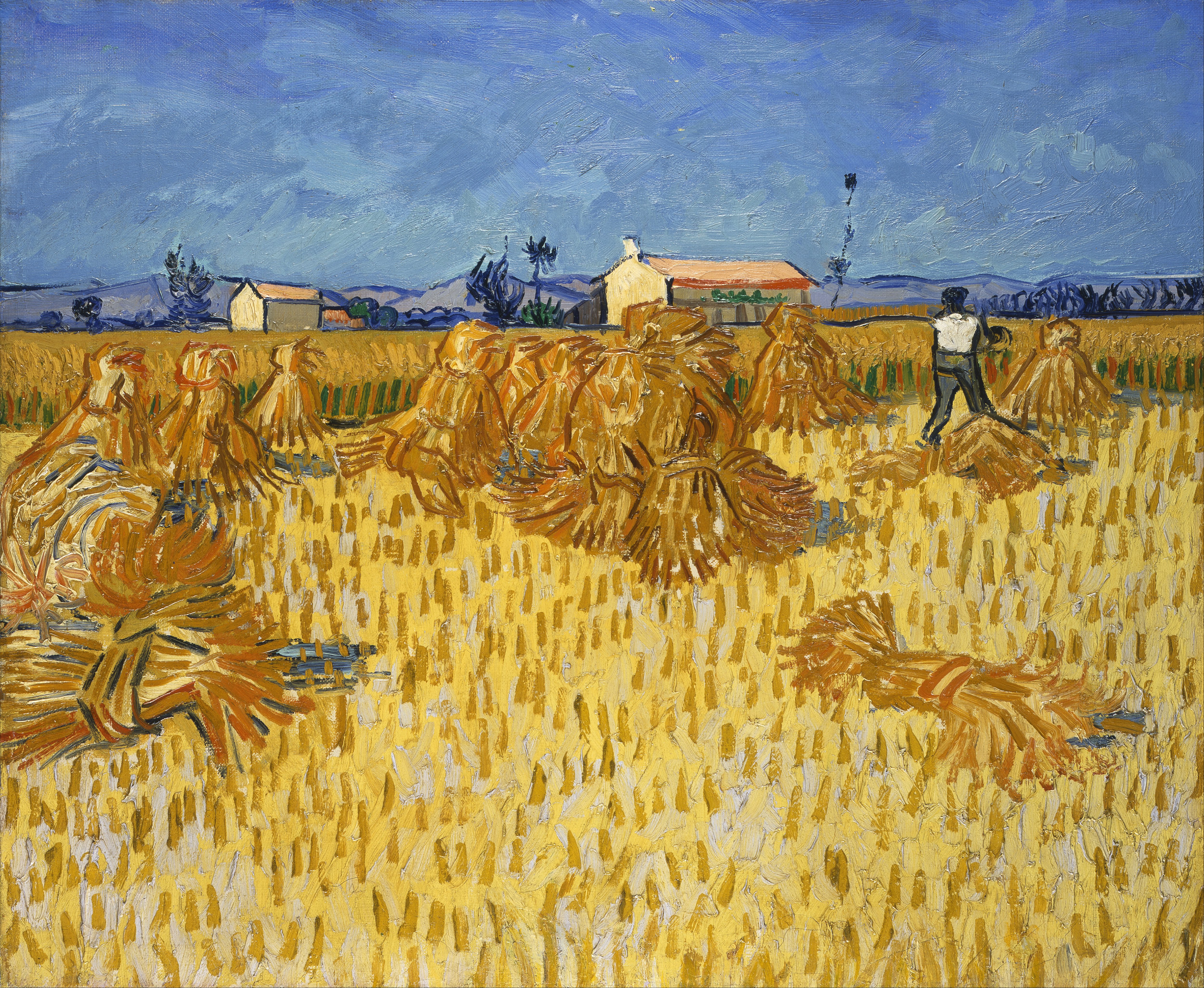
Vincent van Gogh, Maizal en Provence, óleo, 1888
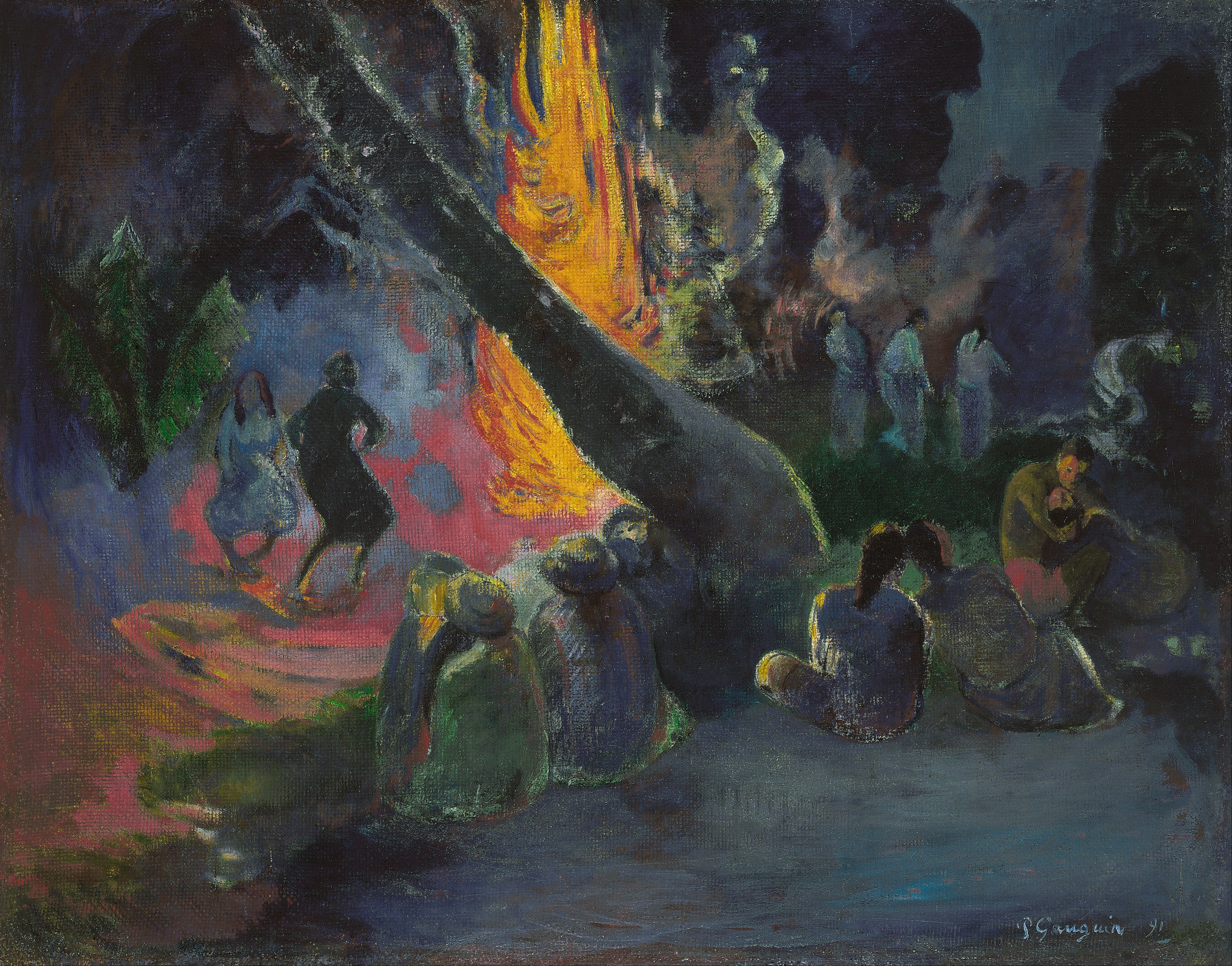
Paul Gauguin, Upa-upa (danza tahitiana del fuego), óleo, 1898
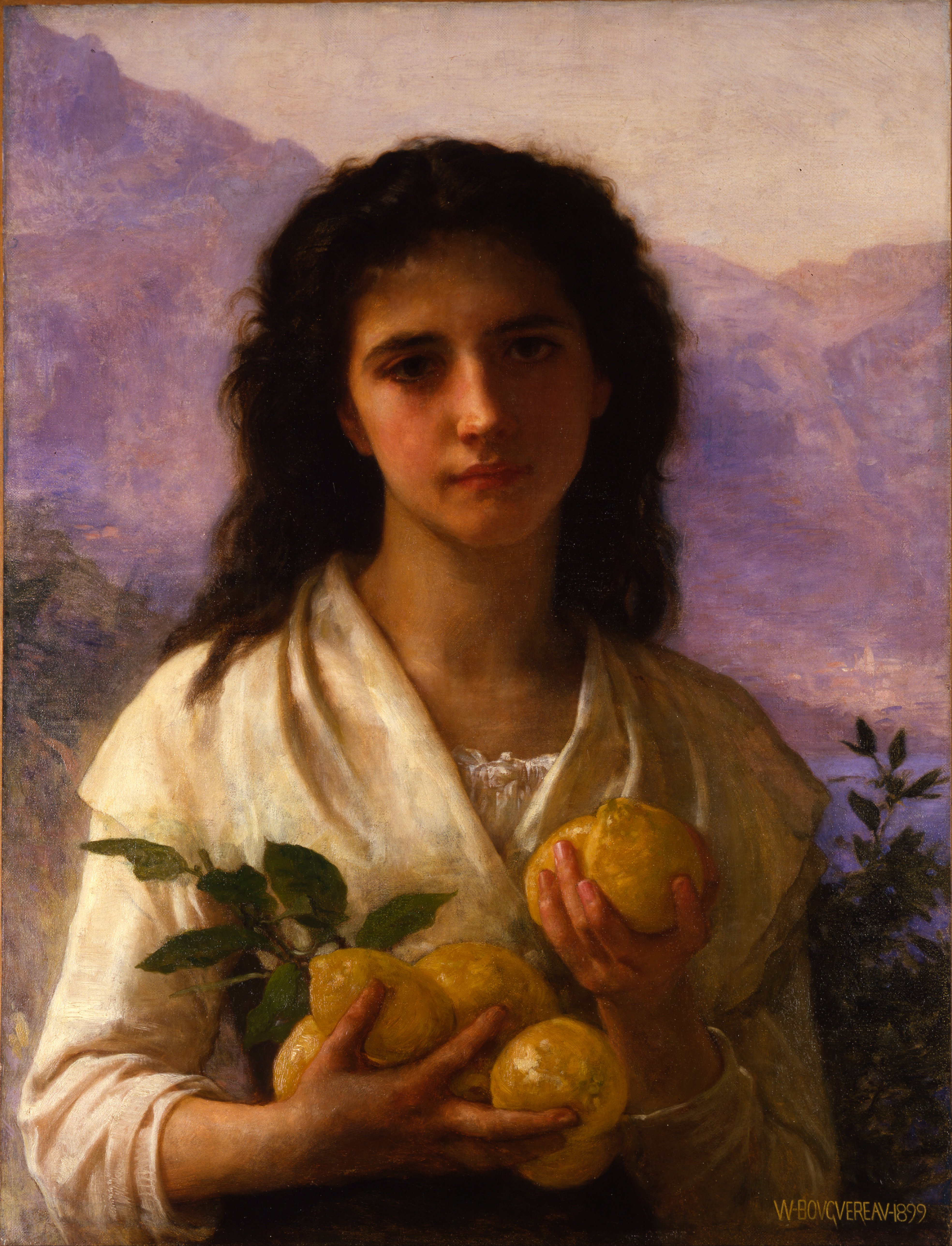
William-Adolphe Bouguereau, Joven con limones, óleo, 1899
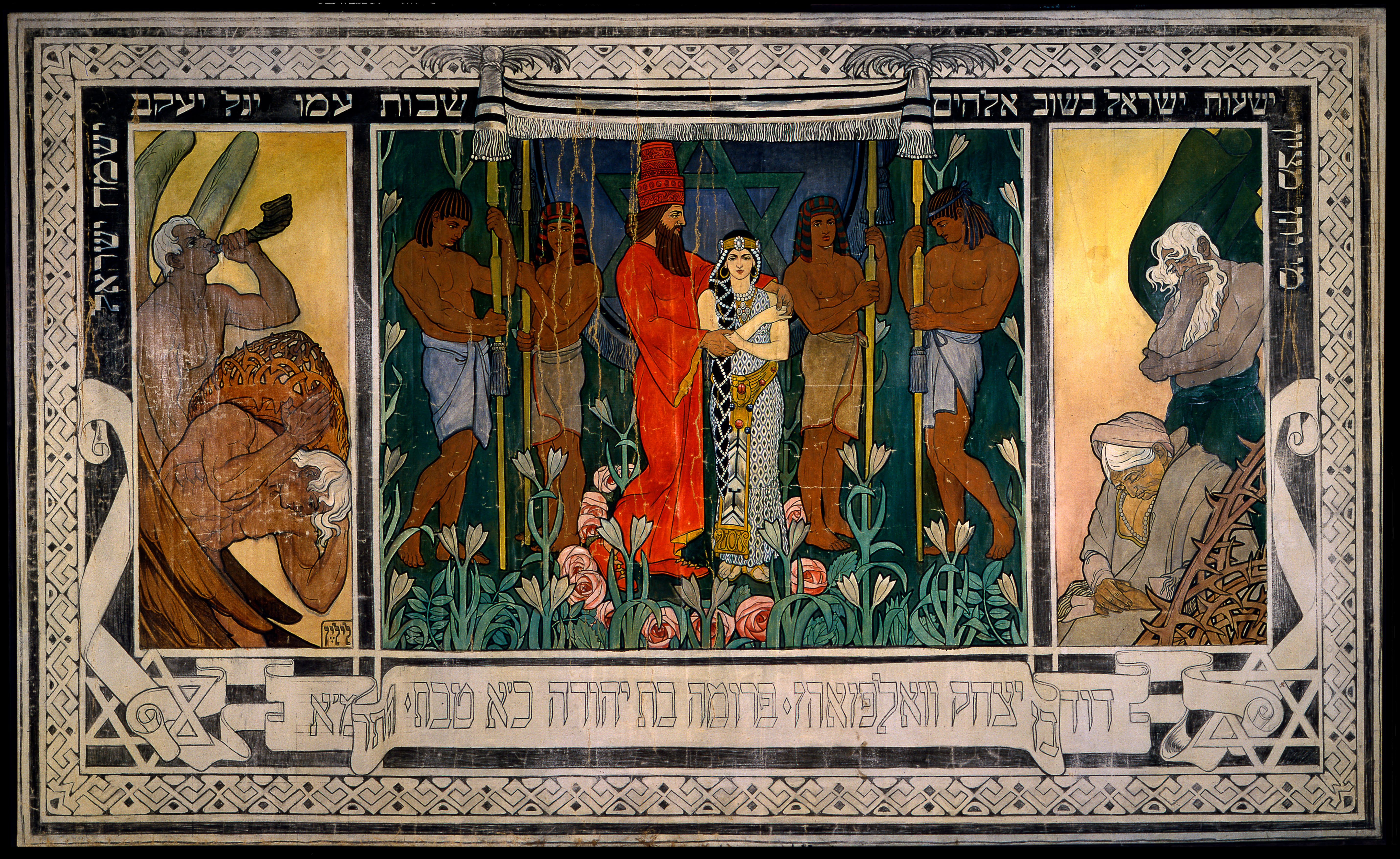
Ephraim Moses Lilien, Boda alegórica: Salomón y Saba o Exilio, Enlace y Redención, óleo, 1906.
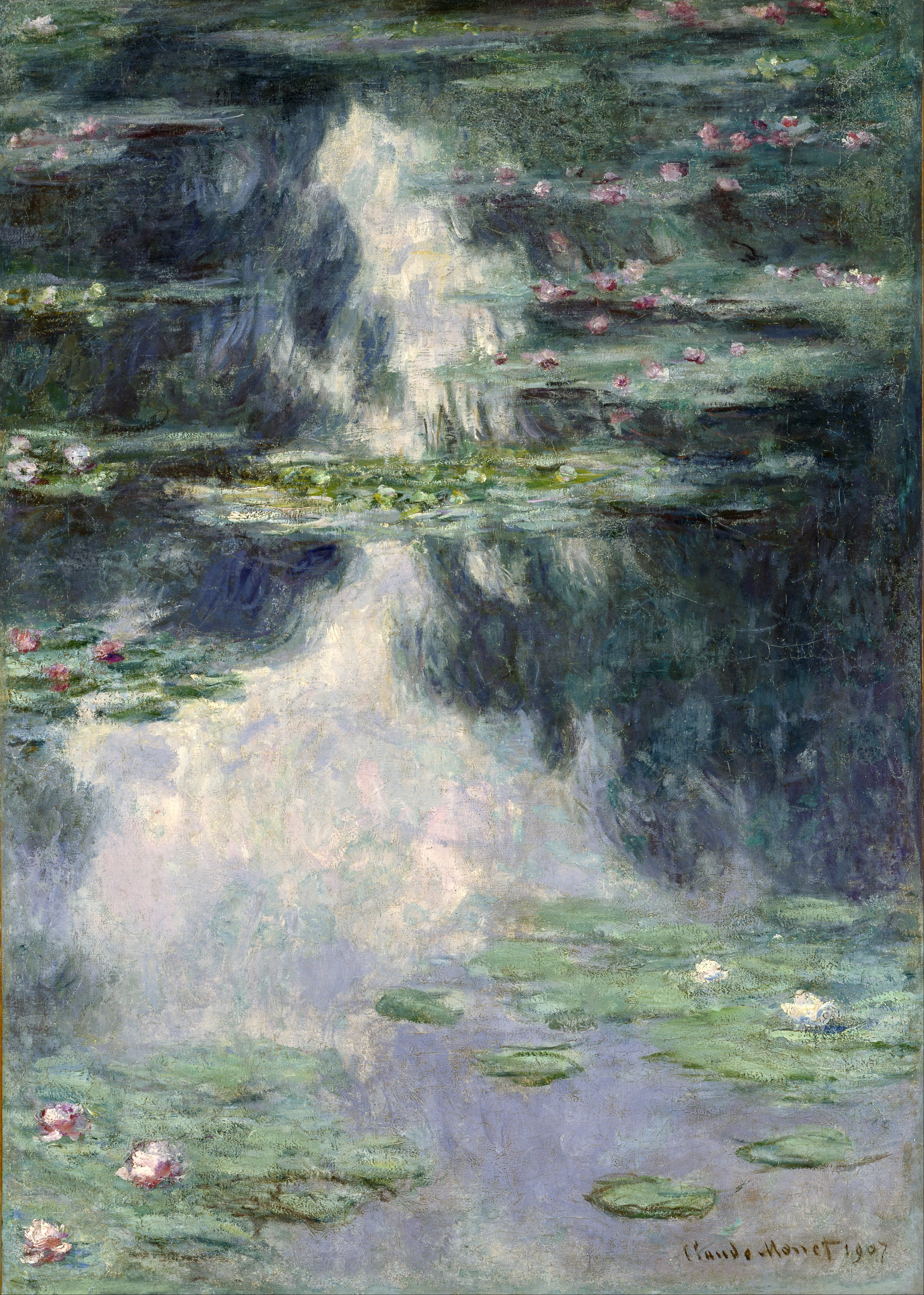
Monet, Estanque con nenúfares, óleo, 1907
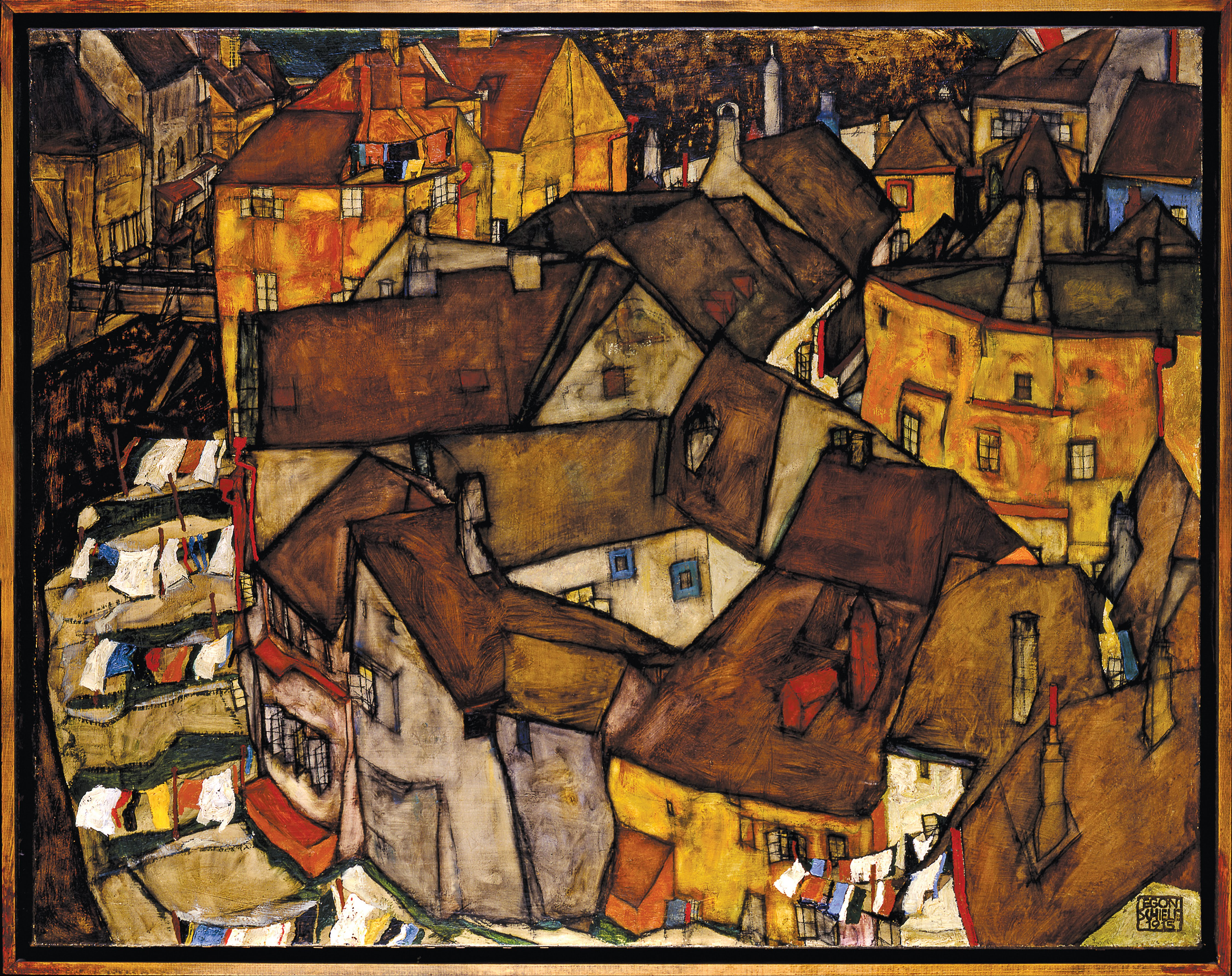
Egon Schiele, Krumau, Casas, 1915
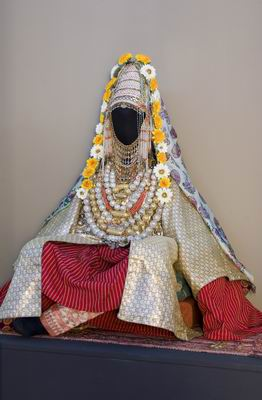
Atuendo nupcial para novia judía, Yemen, 1925
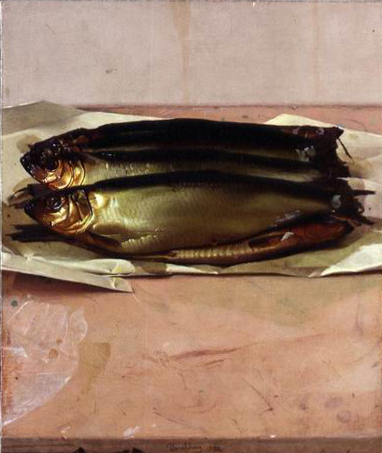
Hirshberg, Arenque ahumado, 1992
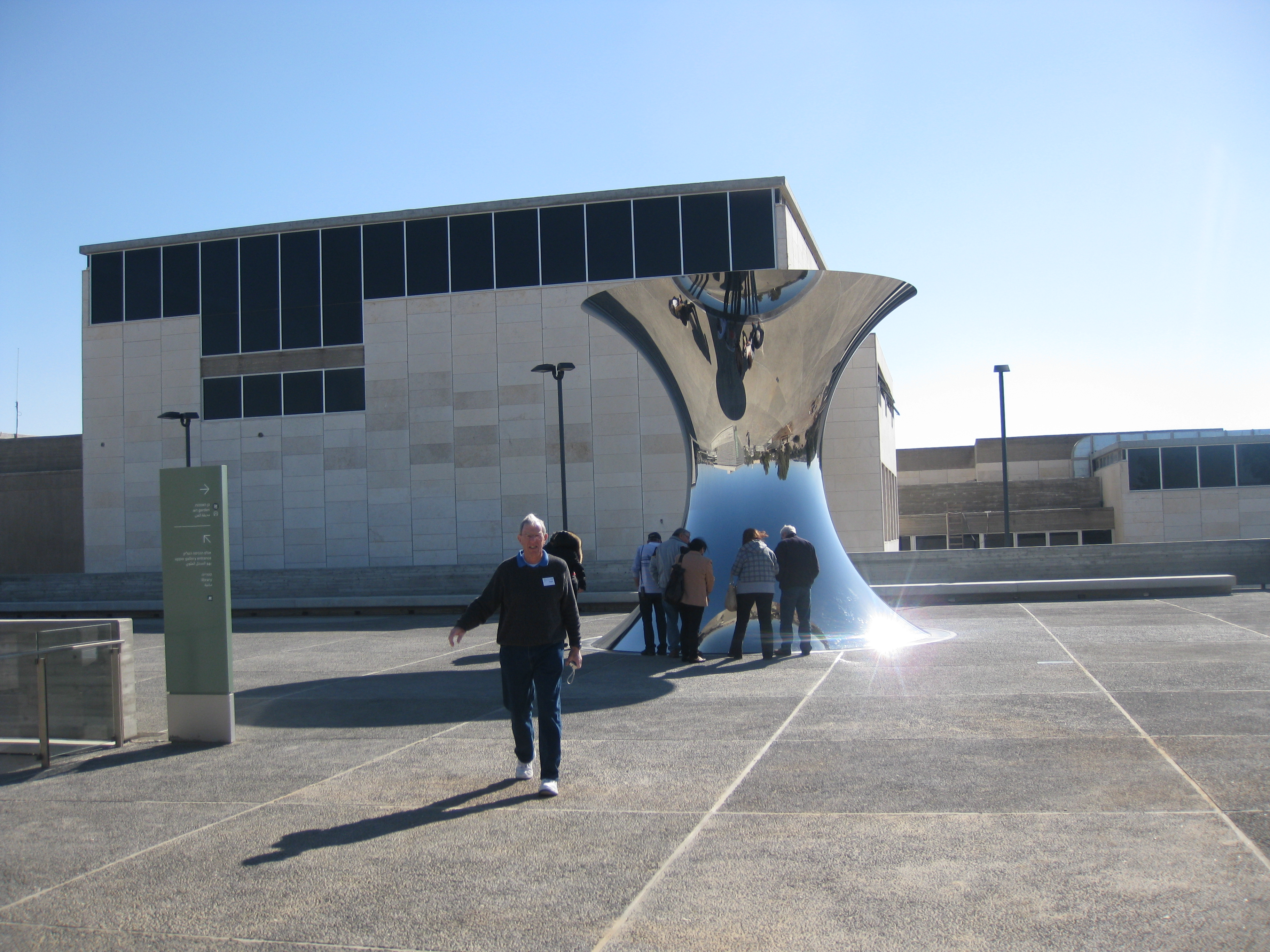
Cuerpo superior, con escultura de Anish Kapoor
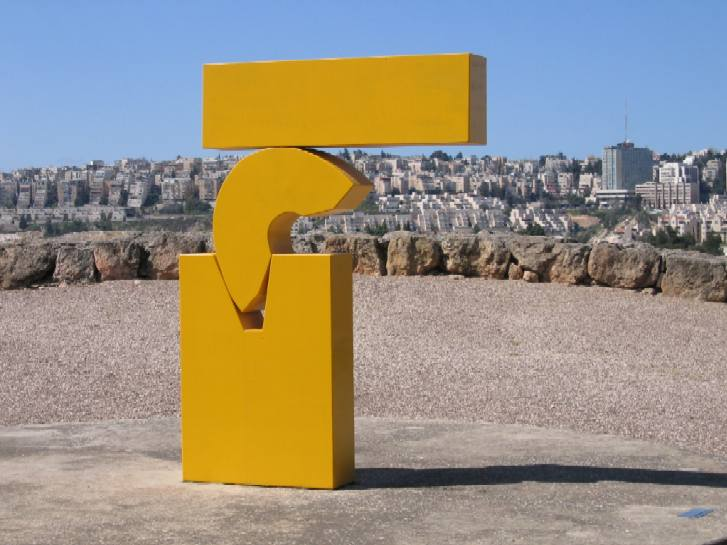
Menashé Kadishman, Suspenso, 1966
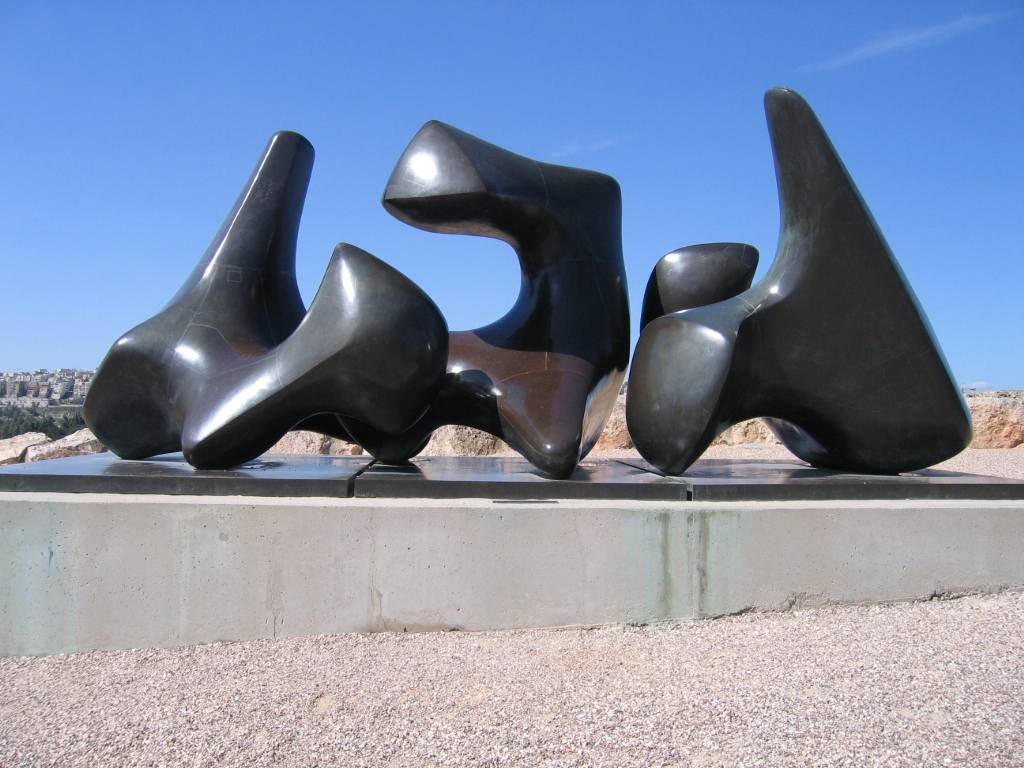
Henry Moore, Vértebras, bronce
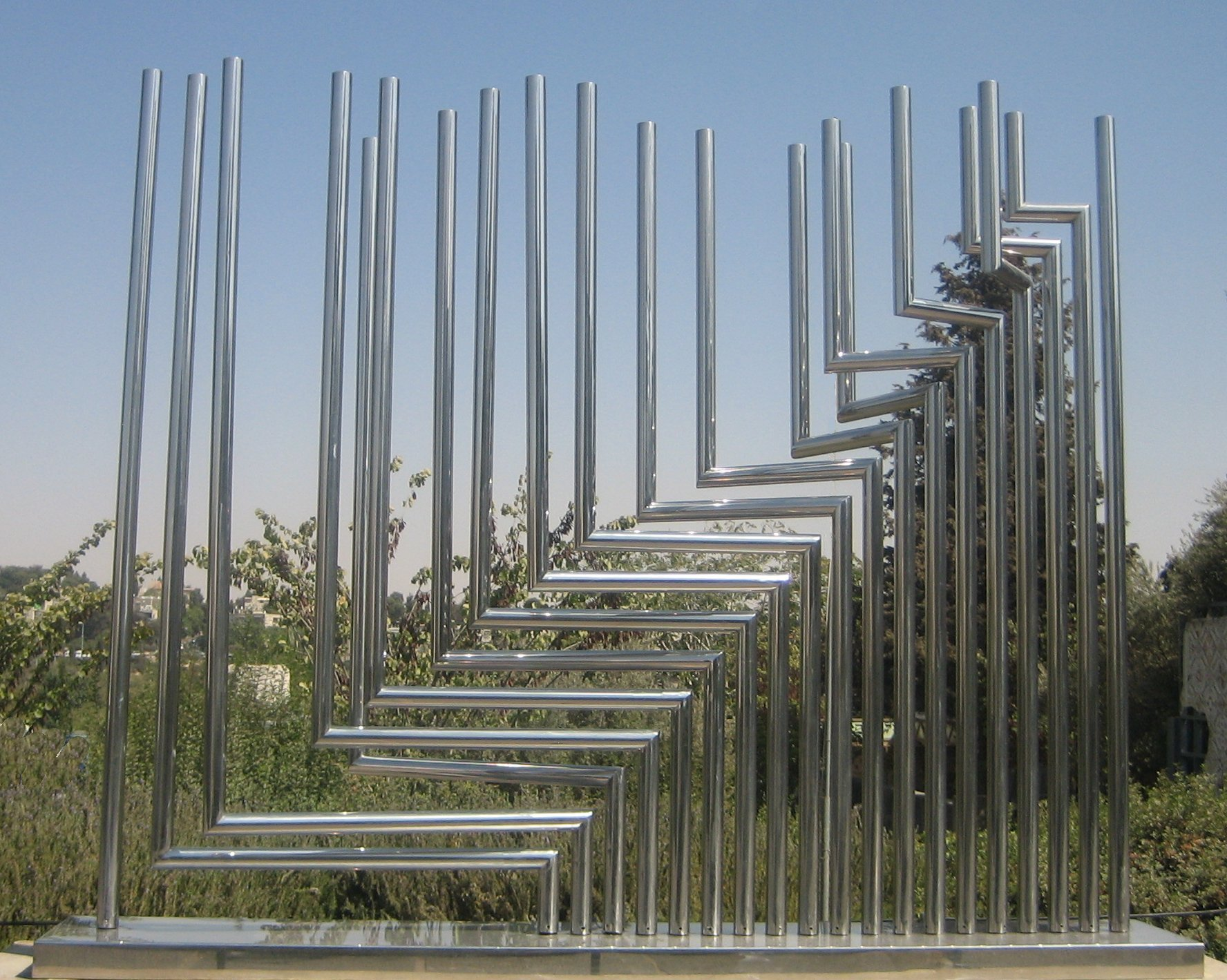
Dieciocho niveles, escultura metálica de Yaacov Agam, 1971
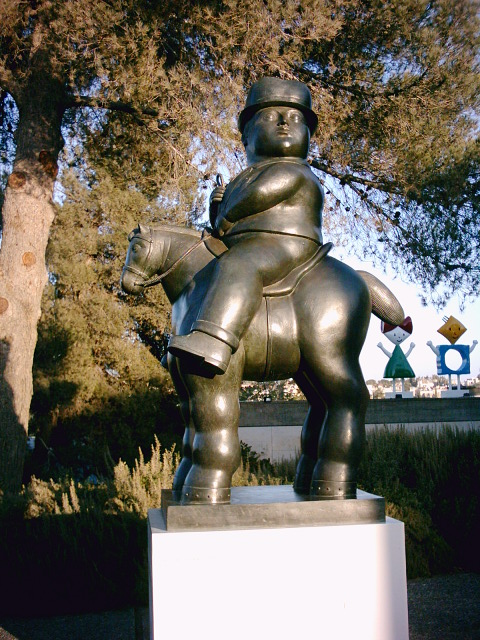
El jinete de Fernando Botero
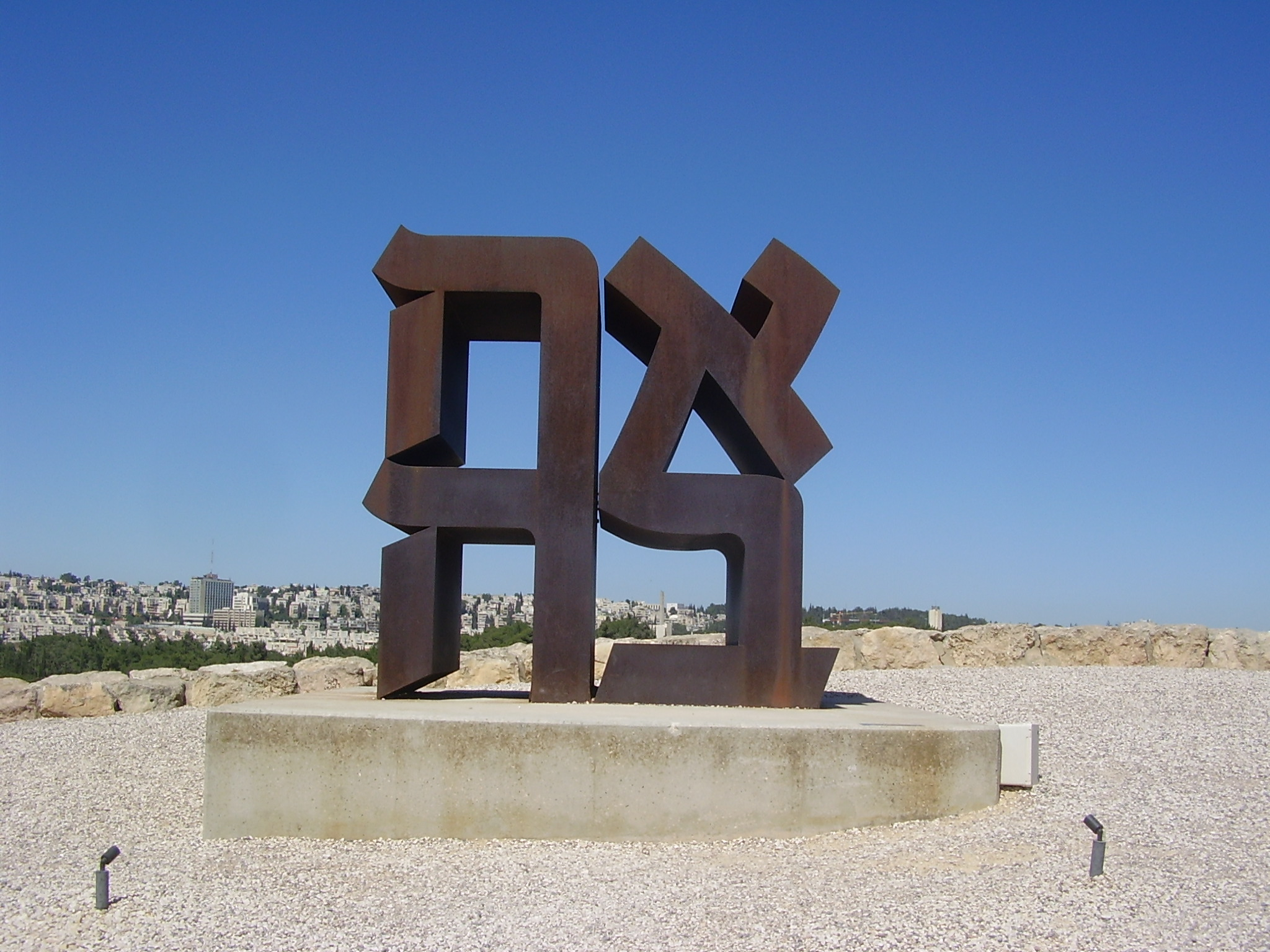
Robert Indiana, Ahavá (Amor), 1977